# 日本のプロ野球監督一覧
日本のプロ野球監督一覧（にほんのプロやきゅうかんとくいちらん）は、日本プロ野球において監督（代行を含む）となった者のチーム別一覧である。
（　）は監督代行を表す。また、太字は現在指揮を取る監督。

## 日本プロ野球（NPB）の現在の監督
| チーム                 | 監督       | 生年月日（年齢）       | 就任年          | 背番号 |
| ---------------------- | ---------- | ---------------------- | --------------- | ------ |
| 読売ジャイアンツ       | 阿部慎之助 | 1979年3月20日（46歳）  | 2024年（2年目） | 83     |
| 阪神タイガース         | 藤川球児   | 1980年7月21日（44歳）  | 2025年（1年目） | 22     |
| 横浜DeNAベイスターズ   | 三浦大輔   | 1973年12月25日（51歳） | 2021年（5年目） | 81     |
| 広島東洋カープ         | 新井貴浩   | 1977年1月30日（48歳）  | 2023年（3年目） | 25     |
| 東京ヤクルトスワローズ | 髙津臣吾   | 1968年11月25日（56歳） | 2020年（6年目） | 22     |
| 中日ドラゴンズ         | 井上一樹   | 1971年7月25日（53歳）  | 2025年（1年目） | 99     |

| チーム                       | 監督       | 生年月日（年齢）      | 就任年          | 背番号 |
| ---------------------------- | ---------- | --------------------- | --------------- | ------ |
| 福岡ソフトバンクホークス     | 小久保裕紀 | 1971年10月8日（53歳） | 2024年（2年目） | 90     |
| 北海道日本ハムファイターズ   | 新庄剛志   | 1972年1月28日（53歳） | 2022年（4年目） | 1      |
| 千葉ロッテマリーンズ         | 吉井理人   | 1965年4月20日（60歳） | 2023年（3年目） | 81     |
| 東北楽天ゴールデンイーグルス | 三木肇     | 1977年4月25日（48歳） | 2025年（1年目） | 88     |
| オリックス・バファローズ     | 岸田護     | 1981年5月10日（44歳） | 2025年（1年目） | 71     |
| 埼玉西武ライオンズ           | 西口文也   | 1972年9月26日（52歳） | 2025年（1年目） | 74     |

## NPB歴代一軍監督と順位一覧
- 数試合のみの臨時的な監督代行は含めない（「休養」等の事実上の解任による監督代行については記載）。
- (途)は前年から留任した監督がシーズン途中で退任したことを意味する。就任初年度に退任した場合は(途)ではなく名前を記載する。
  - シーズン途中から監督を務めた者について、翌シーズンそのまま監督に就任した場合は途中就任したシーズンから就任回数をカウントする。ただし、翌シーズン続投でない限りは就任回数にカウントしない。例として、高木守道は1986年途中から中日ドラゴンズの監督に就任しているが翌1987年は監督留任していないため、1992年からの監督期間を就任1回目と見なす。
- 監督名の横の数字はその年のリーグ順位。順位が太字の場合は、その年の日本シリーズを制して日本一になったことを意味する。

### 1リーグ時代（1936年〜1949年）
| 1リーグ制時代の歴代監督 | 1リーグ制時代の歴代監督 | 1リーグ制時代の歴代監督 | 1リーグ制時代の歴代監督 | 1リーグ制時代の歴代監督 | 1リーグ制時代の歴代監督 | 1リーグ制時代の歴代監督 | 1リーグ制時代の歴代監督 | 1リーグ制時代の歴代監督 | 1リーグ制時代の歴代監督 | 1リーグ制時代の歴代監督 | 1リーグ制時代の歴代監督 | 1リーグ制時代の歴代監督 | 1リーグ制時代の歴代監督 | 1リーグ制時代の歴代監督 | 1リーグ制時代の歴代監督 | 1リーグ制時代の歴代監督 | 1リーグ制時代の歴代監督 | 1リーグ制時代の歴代監督 | 1リーグ制時代の歴代監督 | 1リーグ制時代の歴代監督 | 1リーグ制時代の歴代監督 | 1リーグ制時代の歴代監督 | 1リーグ制時代の歴代監督  | 1リーグ制時代の歴代監督  | 1リーグ制時代の歴代監督  | 1リーグ制時代の歴代監督   | 1リーグ制時代の歴代監督   | 1リーグ制時代の歴代監督   | 1リーグ制時代の歴代監督   | 1リーグ制時代の歴代監督   | 1リーグ制時代の歴代監督   | 1リーグ制時代の歴代監督   | 1リーグ制時代の歴代監督   | 1リーグ制時代の歴代監督   | 1リーグ制時代の歴代監督   | 1リーグ制時代の歴代監督   | 1リーグ制時代の歴代監督   |
| 年                      | 年                      | 巨人                    | 巨人                    | 巨人                    | 阪神                    | 阪神                    | 阪神                    | 中日                    | 中日                    | 中日                    | 阪急                    | 阪急                    | 阪急                    | 大陽                    | 大陽                    | 大陽                    | 南海                    | 南海                    | 南海                    | 東急                    | 東急                    | 東急                    | 大映                     | 大映                     | 大映                     | 1リーグ時代に消滅した球団 | 1リーグ時代に消滅した球団 | 1リーグ時代に消滅した球団 | 1リーグ時代に消滅した球団 | 1リーグ時代に消滅した球団 | 1リーグ時代に消滅した球団 | 1リーグ時代に消滅した球団 | 1リーグ時代に消滅した球団 | 1リーグ時代に消滅した球団 | 1リーグ時代に消滅した球団 | 1リーグ時代に消滅した球団 | 1リーグ時代に消滅した球団 |
| 年                      | 年                      | 巨人                    | 巨人                    | 巨人                    | 阪神                    | 阪神                    | 阪神                    | 中日                    | 中日                    | 中日                    | 阪急                    | 阪急                    | 阪急                    | 大陽                    | 大陽                    | 大陽                    | 南海                    | 南海                    | 南海                    | 東急                    | 東急                    | 東急                    | 大映                     | 大映                     | 大映                     | 大和                      | 大和                      | 大和                      | 翼                        | 翼                        | 翼                        | 金鯱                      | 金鯱                      | 金鯱                      | 西鉄                      | 西鉄                      | 西鉄                      |
| ----------------------- | ----------------------- | ----------------------- | ----------------------- | ----------------------- | ----------------------- | ----------------------- | ----------------------- | ----------------------- | ----------------------- | ----------------------- | ----------------------- | ----------------------- | ----------------------- | ----------------------- | ----------------------- | ----------------------- | ----------------------- | ----------------------- | ----------------------- | ----------------------- | ----------------------- | ----------------------- | ------------------------ | ------------------------ | ------------------------ | ------------------------- | ------------------------- | ------------------------- | ------------------------- | ------------------------- | ------------------------- | ------------------------- | ------------------------- | ------------------------- | ------------------------- | ------------------------- | ------------------------- |
| 1936                    | 春                      | 東京巨人軍              | (不参加)                | -                       | 大阪タイガース          | 森茂雄                  | -                       | 名古屋軍                | 池田豊                  | -                       | 阪急軍                  | 三宅大輔                | -                       | 大東京軍                | 永井武雄→伊藤勝三       | -                       |                         |                         |                         |                         |                         |                         |                          |                          |                          |                           |                           |                           | 東京セネタース            | 横沢三郎                  | -                         | 名古屋金鯱軍              | 二出川延明                | -                         |                           |                           |                           |
| 1936                    | 夏                      | 東京巨人軍              | 藤本定義                | -                       | 大阪タイガース          | 森茂雄                  | -                       | 名古屋軍                | 池田豊                  | -                       | 阪急軍                  | 三宅大輔                | -                       | 大東京軍                | 伊藤勝三                | -                       | -                       | -                       |                         |                         |                         |                         |                          |                          |                          |                           |                           |                           | 東京セネタース            | 横沢三郎                  |                           | 名古屋金鯱軍              | 二出川延明                |                           |                           |                           |                           |
| 1936                    | 秋                      | 東京巨人軍              | 藤本定義                | 優                      | 大阪タイガース          | 石本秀一                | -                       | 名古屋軍                | 池田豊                  | -                       | 阪急軍                  | 三宅大輔                | -                       | 大東京軍                | (途)→小西得郎(1)        | -                       | リーグ参入              | リーグ参入              | リーグ参入              | -                       | 島秀之助                | -                       |                          |                          |                          |                           |                           |                           | 東京セネタース            | 横沢三郎                  |                           | 名古屋金鯱軍              |                           |                           |                           |                           |                           |
| 1937                    | 春                      | 東京巨人軍              | 藤本定義                | 1                       | 大阪タイガース          | 石本秀一                | 2                       | 名古屋軍                | 桝嘉一(1)               | 7                       | 阪急軍                  | 三宅大輔                | 4                       | 大東京軍                | 小西得郎(1)             | 6                       | [ 一 1 ]                | 森茂雄                  | 8                       | 3                       | 島秀之助                | 5                       |                          |                          |                          |                           |                           |                           | 東京セネタース            | 横沢三郎                  |                           | 名古屋金鯱軍              |                           |                           |                           |                           |                           |
| 1937                    | 秋                      | 東京巨人軍              | 藤本定義                | 2                       | 大阪タイガース          | 石本秀一                | 1                       | 名古屋軍                | 桝嘉一(1)               | 8                       | 阪急軍                  | (途)→村上実             | 7                       | ライオン軍              | 小西得郎(1)             | 6                       | [ 一 1 ]                | 森茂雄                  | 3                       | 5                       | 島秀之助                | 4                       |                          |                          |                          |                           |                           |                           | 東京セネタース            | 横沢三郎                  |                           | 名古屋金鯱軍              |                           |                           |                           |                           |                           |
| 1938                    | 春                      | 東京巨人軍              | 藤本定義                | 2                       | 大阪タイガース          | 石本秀一                | 1                       | 名古屋軍                | 根本行都                | 7                       | 阪急軍                  | 山下実(1)               | 3                       | ライオン軍              | 小西得郎(1)             | 8                       | イーグルス              | 森茂雄                  | 4                       | 苅田久徳                | 5                       | 岡田源三郎              | 6                        |                          |                          |                           |                           |                           | 東京セネタース            |                           |                           | 名古屋金鯱軍              |                           |                           |                           |                           |                           |
| 1938                    | 秋                      | 東京巨人軍              | 藤本定義                | 1                       | 大阪タイガース          | 石本秀一                | 2                       | 名古屋軍                | 根本行都                | 4                       | 阪急軍                  | 山下実(1)               | 3                       | ライオン軍              | 高田勝生                | 6                       | イーグルス              | 森茂雄                  | 南海軍                  | 苅田久徳                | 高須一雄                | 岡田源三郎              | 8                        | 7                        | 5                        | 9                         |                           |                           | 東京セネタース            |                           |                           | 名古屋金鯱軍              |                           |                           |                           |                           |                           |
| 1939                    | 1939                    | 東京巨人軍              | 藤本定義                | 1                       | 大阪タイガース          | 石本秀一                | 2                       | 名古屋軍                | (途)→小西得郎           | 6                       | 阪急軍                  | (途)→村上実             | 3                       | ライオン軍              | 高田勝生                | 8                       | イーグルス              | 5                       | 南海軍                  | 苅田久徳                | 高須一雄                | 岡田源三郎              | (途)→山脇正治            | 9                        | 4                        | 7                         |                           |                           | 東京セネタース            |                           |                           | 名古屋金鯱軍              |                           |                           |                           |                           |                           |
| 1940                    | 1940                    | 東京巨人軍              | 藤本定義                | 1                       | 大阪タイガース          | 松木謙治郎(1)           | 2                       | 名古屋軍                | (途)→小西得郎           | 5                       | 阪急軍                  | 山下実(2)→井野川利春    | 3                       | ライオン軍              | 高田勝生                | 9                       | イーグルス              | 8                       | 南海軍                  | 苅田久徳                | 高須一雄                | 山脇正治→沢東洋男       | 6                        | [ 一 2 ]                 | 4                        | 石本秀一(1)               | 7                         | [ 一 3 ]                  | [ 一 3 ]                  | [ 一 3 ]                  |                           | 名古屋金鯱軍              |                           |                           |                           |                           |                           |
| 1941                    | 1941                    | 東京巨人軍              | 藤本定義                | 1                       | 阪神軍                  | 松木謙治郎(1)           | 5                       | 名古屋軍                | (途)→本田親喜           | 6                       | 阪急軍                  | 井野川利春              | 2                       | 朝日軍                  | 竹内愛一                | 8                       | 三谷八郎                | 4                       | 南海軍                  | 黒鷲軍                  | 杉田屋守                | 7                       | 対等合併して大洋軍を結成 | 対等合併して大洋軍を結成 | 対等合併して大洋軍を結成 | 対等合併して大洋軍を結成  | 対等合併して大洋軍を結成  | 対等合併して大洋軍を結成  | 大洋軍                    | 苅田久徳                  | 3                         |                           |                           |                           |                           |                           |                           |
| 1942                    | 1942                    | 東京巨人軍              | 藤本定義                | 1                       | 阪神軍                  | 若林忠志(1)             | 3                       | 名古屋軍                | (途)→桝嘉一(2)          | 7                       | 阪急軍                  | 井野川利春              | 4                       | 朝日軍                  | 竹内愛一                | 5                       | (途)→加藤喜作           | 6                       | 南海軍                  | 黒鷲軍                  | 寺内一隆→苅田久徳       | 8                       |                          |                          |                          |                           |                           |                           | 大洋軍                    | 石本秀一(2)               | 2                         |                           |                           |                           |                           |                           |                           |
| 1943                    | 1943                    | 東京巨人軍              | 中島治康(1)             | 1                       | 阪神軍                  | 若林忠志(1)             | 3                       | 名古屋軍                | (途)→桝嘉一(2)          | 2                       | 阪急軍                  | 西村正夫(1)             | 7                       | 朝日軍                  | 竹内愛一                | 4                       | 高田勝生→加藤喜作       | 8                       | 南海軍                  | [ 一 4 ]                | 苅田久徳                | 6                       | [ 一 5 ]                 | 5                        |                          |                           |                           |                           |                           |                           |                           |                           |                           |                           |                           |                           |                           |
| 1944                    | 1944                    | 東京巨人軍              | 藤本英雄                | 2                       | 阪神軍                  | 若林忠志(1)             | 1                       | [ 一 6 ]                | 三宅大輔                | 4                       | 阪急軍                  | 西村正夫(1)             | 3                       | 朝日軍                  | 坪内道則                | 5                       | [ 一 7 ]                | 加藤喜作                | 6                       | 解散                    | 解散                    | 解散                    | 解散                     | 解散                     | 解散                     |                           |                           |                           |                           |                           |                           |                           |                           |                           |                           |                           |                           |
| 1945                    | 1945                    | (戦局悪化により中止)    | (戦局悪化により中止)    | (戦局悪化により中止)    | (戦局悪化により中止)    | (戦局悪化により中止)    | (戦局悪化により中止)    | (戦局悪化により中止)    | (戦局悪化により中止)    | (戦局悪化により中止)    | (戦局悪化により中止)    | (戦局悪化により中止)    | (戦局悪化により中止)    | (戦局悪化により中止)    | (戦局悪化により中止)    | (戦局悪化により中止)    | (戦局悪化により中止)    | (戦局悪化により中止)    | (戦局悪化により中止)    | (戦局悪化により中止)    | (戦局悪化により中止)    | (戦局悪化により中止)    | (戦局悪化により中止)     | (戦局悪化により中止)     | (戦局悪化により中止)     | (戦局悪化により中止)      | (戦局悪化により中止)      | (戦局悪化により中止)      | (戦局悪化により中止)      | (戦局悪化により中止)      | (戦局悪化により中止)      | (戦局悪化により中止)      | (戦局悪化により中止)      | (戦局悪化により中止)      | (戦局悪化により中止)      | (戦局悪化により中止)      | (戦局悪化により中止)      |
| 1946                    | 1946                    | [ 一 8 ]                | (途)→中島治康(2)        | 2                       | 大阪タイガース          | 藤村富美男(1)           | 3                       | [ 一 9 ]                | 竹内愛一→杉浦清(1)      | 7                       | [ 一 10 ]               | 西村正夫(1)             | 4                       | [ 一 11 ]               | 藤本定義                | 8                       | [ 一 12 ]               | 山本一人                | 1                       | [ 一 13 ]               | 横沢三郎                | 5                       | [ 一 14 ]                | 坪内道則                 | 6                        |                           |                           |                           |                           |                           |                           |                           |                           |                           |                           |                           |                           |
| 1947                    | 1947                    | [ 一 15 ]               | (途)→三原修             | 5                       | 大阪タイガース          | 若林忠志(2)             | 1                       | [ 一 16 ]               | 杉浦清(1)               | 2                       | [ 一 17 ]               | (途)→浜崎真二           | 4                       | [ 一 18 ]               | 藤本定義                | 7                       | [ 一 12 ]               | 山本一人                | 3                       | [ 一 19 ]               | 苅田久徳                | 6                       | [ 一 20 ]                | 坪内道則                 | 8                        |                           |                           |                           |                           |                           |                           |                           |                           |                           |                           |                           |                           |
| 1948                    | 1948                    | [ 一 15 ]               | 三原修                  | 2                       | 大阪タイガース          | 若林忠志(2)             | 3                       | [ 一 16 ]               | 杉浦清(1)               | 8                       | [ 一 17 ]               | 浜崎真二                | 4                       | [ 一 21 ]               | 長谷川信義              | 6                       | [ 一 22 ]               | 山本一人                | 1                       | [ 一 23 ]               | 苅田久徳                | 5                       | [ 一 20 ]                | 藤本定義                 | 7                        |                           |                           |                           |                           |                           |                           |                           |                           |                           |                           |                           |                           |
| 1949                    | 1949                    | [ 一 15 ]               | 三原修                  | 1                       | 大阪タイガース          | 若林忠志(2)             | 6                       | [ 一 16 ]               | 天知俊一(1)             | 5                       | [ 一 17 ]               | 浜崎真二                | 2                       | [ 一 21 ]               | 石本秀一                | 8                       | [ 一 22 ]               | 山本一人                | 4                       | [ 一 24 ]               | 井野川利春(1)           | 7                       | [ 一 25 ]                | 藤本定義                 | 3                        |                           |                           |                           |                           |                           |                           |                           |                           |                           |                           |                           |                           |

### セントラル・リーグ（1950年〜）
| セントラル・リーグ歴代監督 | セントラル・リーグ歴代監督 | セントラル・リーグ歴代監督 | セントラル・リーグ歴代監督 | セントラル・リーグ歴代監督 | セントラル・リーグ歴代監督 | セントラル・リーグ歴代監督 | セントラル・リーグ歴代監督 | セントラル・リーグ歴代監督 | セントラル・リーグ歴代監督 | セントラル・リーグ歴代監督 | セントラル・リーグ歴代監督 | セントラル・リーグ歴代監督 | セントラル・リーグ歴代監督 | セントラル・リーグ歴代監督 | セントラル・リーグ歴代監督 | セントラル・リーグ歴代監督 | セントラル・リーグ歴代監督 | セントラル・リーグ歴代監督 | セントラル・リーグ歴代監督 | セントラル・リーグ歴代監督 | セントラル・リーグ歴代監督 | セントラル・リーグ歴代監督 | セントラル・リーグ歴代監督 | セントラル・リーグ歴代監督 |
| 年                         | 読売                       | 読売                       | 読売                       | 阪神                       | 阪神                       | 阪神                       | 中日                       | 中日                       | 中日                       | ヤクルト                   | ヤクルト                   | ヤクルト                   | 横浜                       | 横浜                       | 横浜                       | 広島                       | 広島                       | 広島                       | 消滅球団                   | 消滅球団                   | 消滅球団                   | 消滅球団                   | 消滅球団                   | 消滅球団                   |
| 年                         | 読売                       | 読売                       | 読売                       | 阪神                       | 阪神                       | 阪神                       | 中日                       | 中日                       | 中日                       | ヤクルト                   | ヤクルト                   | ヤクルト                   | 横浜                       | 横浜                       | 横浜                       | 広島                       | 広島                       | 広島                       | 松竹                       | 松竹                       | 松竹                       | 西日本                     | 西日本                     | 西日本                     |
| -------------------------- | -------------------------- | -------------------------- | -------------------------- | -------------------------- | -------------------------- | -------------------------- | -------------------------- | -------------------------- | -------------------------- | -------------------------- | -------------------------- | -------------------------- | -------------------------- | -------------------------- | -------------------------- | -------------------------- | -------------------------- | -------------------------- | -------------------------- | -------------------------- | -------------------------- | -------------------------- | -------------------------- | -------------------------- |
| 1950                       | 読売ジャイアンツ           | 水原茂                     | 3                          | 大阪タイガース             | 松木謙治郎(2)              | 4                          | [ セ 1 ]                   | 天知俊一(1)                | 2                          | 国鉄スワローズ             | 西垣徳雄                   | 7                          | [ セ 2 ]                   | 渡辺大陸                   | 5                          | 広島カープ                 | 石本秀一                   | 8                          | [ セ 3 ]                   | 小西得郎(2)                | 1                          | [ セ 4 ]                   | 小島利男                   | 6                          |
| 1951                       | 読売ジャイアンツ           | 水原茂                     | 1                          | 大阪タイガース             | 松木謙治郎(2)              | 3                          | [ セ 5 ]                   | 天知俊一(1)                | 2                          | 国鉄スワローズ             | 西垣徳雄                   | 5                          | [ セ 2 ]                   | 中島治康→有馬義一          | 6                          | 広島カープ                 | 石本秀一                   | 7                          | [ セ 3 ]                   | 新田恭一                   | 4                          | 消滅                       | 消滅                       | 消滅                       |
| 1952                       | 読売ジャイアンツ           | 水原茂                     | 1                          | 大阪タイガース             | 松木謙治郎(2)              | 2                          | [ セ 5 ]                   | 坪内道典                   | 3                          | 国鉄スワローズ             | 西垣徳雄                   | 5                          | [ セ 2 ]                   | 小西得郎                   | 4                          | 広島カープ                 | 石本秀一                   | 6                          | [ セ 3 ]                   | 新田恭一                   | 7                          |                            |                            |                            |
| 1953                       | 読売ジャイアンツ           | 水原茂                     | 1                          | 大阪タイガース             | 松木謙治郎(2)              | 2                          | [ セ 5 ]                   | 坪内道典                   | 3                          | 国鉄スワローズ             | 西垣徳雄                   | 6                          | [ セ 7 ]                   | 小西得郎                   | 5                          | 広島カープ                 | (途)→白石勝巳(1)           | 4                          | 消滅                       | 消滅                       | 消滅                       |                            |                            |                            |
| 1954                       | 読売ジャイアンツ           | 水原茂                     | 2                          | 大阪タイガース             | 松木謙治郎(2)              | 3                          | 中日ドラゴンズ             | 天知俊一(2)                | 1                          | 国鉄スワローズ             | 藤田宗一                   | 5                          | [ セ 9 ]                   | 永沢武夫                   | 6                          | 広島カープ                 | 白石勝巳(1)                | 4                          |                            |                            |                            |                            |                            |                            |
| 1955                       | 読売ジャイアンツ           | 水原茂                     | 1                          | 大阪タイガース             | 岸一郎→藤村富美男(2)       | 3                          | 中日ドラゴンズ             | 野口明                     | 2                          | 国鉄スワローズ             | 藤田宗一                   | 5                          | 大洋ホエールズ             | 藤井勇                     | 6                          | 広島カープ                 | 白石勝巳(1)                | 4                          |                            |                            |                            |                            |                            |                            |
| 1956                       | 読売ジャイアンツ           | 水原茂                     | 1                          | 大阪タイガース             | 藤村富美男(2)              | 2                          | 中日ドラゴンズ             | 野口明                     | 3                          | 国鉄スワローズ             | 宇野光雄                   | 4                          | 大洋ホエールズ             | 迫畑正巳                   | 6                          | 広島カープ                 | 白石勝巳(1)                | 5                          |                            |                            |                            |                            |                            |                            |
| 1957                       | 読売ジャイアンツ           | 水原茂                     | 1                          | 大阪タイガース             | 藤村富美男(2)              | 2                          | 中日ドラゴンズ             | 天知俊一(3)                | 3                          | 国鉄スワローズ             | 宇野光雄                   | 4                          | 大洋ホエールズ             | 迫畑正巳                   | 6                          | 広島カープ                 | 白石勝巳(1)                | 5                          |                            |                            |                            |                            |                            |                            |
| 1958                       | 読売ジャイアンツ           | 水原茂                     | 1                          | 大阪タイガース             | 田中義雄                   | 2                          | 中日ドラゴンズ             | 天知俊一(3)                | 3                          | 国鉄スワローズ             | 宇野光雄                   | 4                          | 大洋ホエールズ             | 迫畑正巳                   | 6                          | 広島カープ                 | 白石勝巳(1)                | 5                          |                            |                            |                            |                            |                            |                            |
| 1959                       | 読売ジャイアンツ           | 水原茂                     | 1                          | 大阪タイガース             | 田中義雄                   | 2                          | 中日ドラゴンズ             | 杉下茂(1)                  | 2                          | 国鉄スワローズ             | 宇野光雄                   | 4                          | 大洋ホエールズ             | 森茂雄                     | 6                          | 広島カープ                 | 白石勝巳(1)                | 5                          |                            |                            |                            |                            |                            |                            |
| 1960                       | 読売ジャイアンツ           | 水原茂                     | 2                          | 大阪タイガース             | 金田正泰(1)                | 3                          | 中日ドラゴンズ             | 杉下茂(1)                  | 5                          | 国鉄スワローズ             | 宇野光雄                   | 5                          | 大洋ホエールズ             | 三原脩                     | 1                          | 広島カープ                 | 白石勝巳(1)                | 4                          |                            |                            |                            |                            |                            |                            |
| 1961                       | 読売ジャイアンツ           | 川上哲治                   | 1                          | 阪神タイガース             | (途)→藤本定義(1)           | 4                          | 中日ドラゴンズ             | 濃人貴実                   | 2                          | 国鉄スワローズ             | 砂押邦信                   | 3                          | 大洋ホエールズ             | 三原脩                     | 6                          | 広島カープ                 | 門前真佐人                 | 5                          |                            |                            |                            |                            |                            |                            |
| 1962                       | 読売ジャイアンツ           | 川上哲治                   | 4                          | 阪神タイガース             | 藤本定義(1)                | 1                          | 中日ドラゴンズ             | 濃人貴実                   | 3                          | 国鉄スワローズ             | 砂押邦信                   | 6                          | 大洋ホエールズ             | 三原脩                     | 2                          | 広島カープ                 | 門前真佐人                 | 5                          |                            |                            |                            |                            |                            |                            |
| 1963                       | 読売ジャイアンツ           | 川上哲治                   | 1                          | 阪神タイガース             | 藤本定義(1)                | 3                          | 中日ドラゴンズ             | 杉浦清(2)                  | 2                          | 国鉄スワローズ             | 浜崎真二                   | 4                          | 大洋ホエールズ             | 三原脩                     | 5                          | 広島カープ                 | 白石勝巳(2)                | 6                          |                            |                            |                            |                            |                            |                            |
| 1964                       | 読売ジャイアンツ           | 川上哲治                   | 3                          | 阪神タイガース             | 藤本定義(1)                | 1                          | 中日ドラゴンズ             | (途)→西沢道夫              | 6                          | 国鉄スワローズ             | 林義一                     | 5                          | 大洋ホエールズ             | 三原脩                     | 2                          | 広島カープ                 | 白石勝巳(2)                | 4                          |                            |                            |                            |                            |                            |                            |
| 1965                       | 読売ジャイアンツ           | 川上哲治                   | 1                          | 阪神タイガース             | 藤本定義(1)                | 3                          | 中日ドラゴンズ             | 西沢道夫                   | 2                          | [ セ 10 ]                  | (途)→砂押邦信              | 6                          | 大洋ホエールズ             | 三原脩                     | 4                          | 広島カープ                 | (途)→長谷川良平            | 5                          |                            |                            |                            |                            |                            |                            |
| 1966                       | 読売ジャイアンツ           | 川上哲治                   | 1                          | 阪神タイガース             | 杉下茂→藤本定義(2)         | 3                          | 中日ドラゴンズ             | 西沢道夫                   | 2                          | [ セ 11 ]                  | 飯田徳治                   | 5                          | 大洋ホエールズ             | 三原脩                     | 5                          | 広島カープ                 | 長谷川良平                 | 4                          |                            |                            |                            |                            |                            |                            |
| 1967                       | 読売ジャイアンツ           | 川上哲治                   | 1                          | 阪神タイガース             | 藤本定義(2)                | 3                          | 中日ドラゴンズ             | 西沢道夫                   | 2                          | [ セ 11 ]                  | 飯田徳治                   | 5                          | 大洋ホエールズ             | 三原脩                     | 4                          | 広島カープ                 | 長谷川良平                 | 6                          |                            |                            |                            |                            |                            |                            |
| 1968                       | 読売ジャイアンツ           | 川上哲治                   | 1                          | 阪神タイガース             | 藤本定義(2)                | 2                          | 中日ドラゴンズ             | 杉下茂(2)→本多逸郎         | 6                          | [ セ 11 ]                  | 別所毅彦                   | 4                          | 大洋ホエールズ             | 別当薫(1)                  | 4                          | 広島東洋カープ             | 根本陸夫                   | 3                          |                            |                            |                            |                            |                            |                            |
| 1969                       | 読売ジャイアンツ           | 川上哲治                   | 1                          | 阪神タイガース             | 後藤次男(1)                | 2                          | 中日ドラゴンズ             | 水原茂                     | 4                          | [ セ 12 ]                  | 別所毅彦                   | 5                          | 大洋ホエールズ             | 別当薫(1)                  | 3                          | 広島東洋カープ             | 根本陸夫                   | 6                          |                            |                            |                            |                            |                            |                            |
| 1970                       | 読売ジャイアンツ           | 川上哲治                   | 1                          | 阪神タイガース             | 村山実(1)                  | 2                          | 中日ドラゴンズ             | 水原茂                     | 5                          | [ セ 13 ]                  | (途)→小川善治              | 6                          | 大洋ホエールズ             | 別当薫(1)                  | 3                          | 広島東洋カープ             | 根本陸夫                   | 4                          |                            |                            |                            |                            |                            |                            |
| 1971                       | 読売ジャイアンツ           | 川上哲治                   | 1                          | 阪神タイガース             | 村山実(1)                  | 5                          | 中日ドラゴンズ             | 水原茂                     | 2                          | [ セ 13 ]                  | 三原脩                     | 6                          | 大洋ホエールズ             | 別当薫(1)                  | 3                          | 広島東洋カープ             | 根本陸夫                   | 4                          |                            |                            |                            |                            |                            |                            |
| 1972                       | 読売ジャイアンツ           | 川上哲治                   | 1                          | 阪神タイガース             | (途)→金田正泰(2)           | 2                          | 中日ドラゴンズ             | 与那嶺要                   | 3                          | [ セ 13 ]                  | 三原脩                     | 4                          | 大洋ホエールズ             | (途)→青田昇→宮崎剛         | 5                          | 広島東洋カープ             | (途)→森永勝也              | 6                          |                            |                            |                            |                            |                            |                            |
| 1973                       | 読売ジャイアンツ           | 川上哲治                   | 1                          | 阪神タイガース             | 金田正泰(2)                | 2                          | 中日ドラゴンズ             | 与那嶺要                   | 3                          | [ セ 13 ]                  | 三原脩                     | 4                          | 大洋ホエールズ             | 青田昇                     | 5                          | 広島東洋カープ             | 別当薫                     | 6                          |                            |                            |                            |                            |                            |                            |
| 1974                       | 読売ジャイアンツ           | 川上哲治                   | 2                          | 阪神タイガース             | 金田正泰(2)                | 4                          | 中日ドラゴンズ             | 与那嶺要                   | 1                          | ヤクルトスワローズ         | 荒川博                     | 3                          | 大洋ホエールズ             | 宮崎剛                     | 5                          | 広島東洋カープ             | 森永勝也                   | 6                          |                            |                            |                            |                            |                            |                            |
| 1975                       | 読売ジャイアンツ           | 長嶋茂雄(1)                | 6                          | 阪神タイガース             | 吉田義男(1)                | 3                          | 中日ドラゴンズ             | 与那嶺要                   | 2                          | ヤクルトスワローズ         | 荒川博                     | 4                          | 大洋ホエールズ             | 秋山登                     | 5                          | 広島東洋カープ             | J.ルーツ→古葉竹識          | 1                          |                            |                            |                            |                            |                            |                            |
| 1976                       | 読売ジャイアンツ           | 長嶋茂雄(1)                | 1                          | 阪神タイガース             | 吉田義男(1)                | 2                          | 中日ドラゴンズ             | 与那嶺要                   | 4                          | ヤクルトスワローズ         | (途)→広岡達朗              | 5                          | 大洋ホエールズ             | 秋山登                     | 6                          | 広島東洋カープ             | 古葉竹識                   | 3                          |                            |                            |                            |                            |                            |                            |
| 1977                       | 読売ジャイアンツ           | 長嶋茂雄(1)                | 1                          | 阪神タイガース             | 吉田義男(1)                | 4                          | 中日ドラゴンズ             | 与那嶺要                   | 3                          | ヤクルトスワローズ         | 広岡達朗                   | 2                          | 大洋ホエールズ             | 別当薫(2)                  | 6                          | 広島東洋カープ             | 古葉竹識                   | 5                          |                            |                            |                            |                            |                            |                            |
| 1978                       | 読売ジャイアンツ           | 長嶋茂雄(1)                | 2                          | 阪神タイガース             | 後藤次男(2)                | 6                          | 中日ドラゴンズ             | 中利夫                     | 5                          | ヤクルトスワローズ         | 広岡達朗                   | 1                          | 横浜大洋ホエールズ         | 別当薫(2)                  | 4                          | 広島東洋カープ             | 古葉竹識                   | 3                          |                            |                            |                            |                            |                            |                            |
| 1979                       | 読売ジャイアンツ           | 長嶋茂雄(1)                | 5                          | 阪神タイガース             | D.ブレイザー               | 4                          | 中日ドラゴンズ             | 中利夫                     | 3                          | ヤクルトスワローズ         | (途)→佐藤孝夫              | 6                          | 横浜大洋ホエールズ         | 別当薫(2)                  | 2                          | 広島東洋カープ             | 古葉竹識                   | 1                          |                            |                            |                            |                            |                            |                            |
| 1980                       | 読売ジャイアンツ           | 長嶋茂雄(1)                | 3                          | 阪神タイガース             | (途)→中西太                | 5                          | 中日ドラゴンズ             | 中利夫                     | 6                          | ヤクルトスワローズ         | 武上四郎                   | 2                          | 横浜大洋ホエールズ         | 土井淳                     | 4                          | 広島東洋カープ             | 古葉竹識                   | 1                          |                            |                            |                            |                            |                            |                            |
| 1981                       | 読売ジャイアンツ           | 藤田元司(1)                | 1                          | 阪神タイガース             | 中西太                     | 3                          | 中日ドラゴンズ             | 近藤貞雄                   | 5                          | ヤクルトスワローズ         | 武上四郎                   | 4                          | 横浜大洋ホエールズ         | (途)→山根俊英              | 6                          | 広島東洋カープ             | 古葉竹識                   | 2                          |                            |                            |                            |                            |                            |                            |
| 1982                       | 読売ジャイアンツ           | 藤田元司(1)                | 2                          | 阪神タイガース             | 安藤統男                   | 3                          | 中日ドラゴンズ             | 近藤貞雄                   | 1                          | ヤクルトスワローズ         | 武上四郎                   | 6                          | 横浜大洋ホエールズ         | 関根潤三                   | 5                          | 広島東洋カープ             | 古葉竹識                   | 4                          |                            |                            |                            |                            |                            |                            |
| 1983                       | 読売ジャイアンツ           | 藤田元司(1)                | 1                          | 阪神タイガース             | 安藤統男                   | 4                          | 中日ドラゴンズ             | 近藤貞雄                   | 5                          | ヤクルトスワローズ         | 武上四郎                   | 6                          | 横浜大洋ホエールズ         | 関根潤三                   | 3                          | 広島東洋カープ             | 古葉竹識                   | 2                          |                            |                            |                            |                            |                            |                            |
| 1984                       | 読売ジャイアンツ           | 王貞治                     | 3                          | 阪神タイガース             | 安藤統男                   | 4                          | 中日ドラゴンズ             | 山内一弘                   | 2                          | ヤクルトスワローズ         | (途)→中西太→土橋正幸       | 5                          | 横浜大洋ホエールズ         | 関根潤三                   | 6                          | 広島東洋カープ             | 古葉竹識                   | 1                          |                            |                            |                            |                            |                            |                            |
| 1985                       | 読売ジャイアンツ           | 王貞治                     | 3                          | 阪神タイガース             | 吉田義男(2)                | 1                          | 中日ドラゴンズ             | 山内一弘                   | 5                          | ヤクルトスワローズ         | 土橋正幸                   | 6                          | 横浜大洋ホエールズ         | 近藤貞雄                   | 4                          | 広島東洋カープ             | 古葉竹識                   | 2                          |                            |                            |                            |                            |                            |                            |
| 1986                       | 読売ジャイアンツ           | 王貞治                     | 2                          | 阪神タイガース             | 吉田義男(2)                | 3                          | 中日ドラゴンズ             | (途)→高木守道              | 5                          | ヤクルトスワローズ         | 土橋正幸                   | 6                          | 横浜大洋ホエールズ         | 近藤貞雄                   | 4                          | 広島東洋カープ             | 阿南準郎                   | 1                          |                            |                            |                            |                            |                            |                            |
| 1987                       | 読売ジャイアンツ           | 王貞治                     | 1                          | 阪神タイガース             | 吉田義男(2)                | 6                          | 中日ドラゴンズ             | 星野仙一(1)                | 2                          | ヤクルトスワローズ         | 関根潤三                   | 4                          | 横浜大洋ホエールズ         | 古葉竹識                   | 5                          | 広島東洋カープ             | 阿南準郎                   | 3                          |                            |                            |                            |                            |                            |                            |
| 1988                       | 読売ジャイアンツ           | 王貞治                     | 2                          | 阪神タイガース             | 村山実(2)                  | 6                          | 中日ドラゴンズ             | 星野仙一(1)                | 1                          | ヤクルトスワローズ         | 関根潤三                   | 5                          | 横浜大洋ホエールズ         | 古葉竹識                   | 4                          | 広島東洋カープ             | 阿南準郎                   | 3                          |                            |                            |                            |                            |                            |                            |
| 1989                       | 読売ジャイアンツ           | 藤田元司(2)                | 1                          | 阪神タイガース             | 村山実(2)                  | 5                          | 中日ドラゴンズ             | 星野仙一(1)                | 3                          | ヤクルトスワローズ         | 関根潤三                   | 4                          | 横浜大洋ホエールズ         | 古葉竹識                   | 6                          | 広島東洋カープ             | 山本浩二(1)                | 2                          |                            |                            |                            |                            |                            |                            |
| 1990                       | 読売ジャイアンツ           | 藤田元司(2)                | 1                          | 阪神タイガース             | 中村勝広                   | 6                          | 中日ドラゴンズ             | 星野仙一(1)                | 4                          | ヤクルトスワローズ         | 野村克也                   | 5                          | 横浜大洋ホエールズ         | 須藤豊                     | 3                          | 広島東洋カープ             | 山本浩二(1)                | 2                          |                            |                            |                            |                            |                            |                            |
| 1991                       | 読売ジャイアンツ           | 藤田元司(2)                | 4                          | 阪神タイガース             | 中村勝広                   | 6                          | 中日ドラゴンズ             | 星野仙一(1)                | 2                          | ヤクルトスワローズ         | 野村克也                   | 3                          | 横浜大洋ホエールズ         | 須藤豊                     | 5                          | 広島東洋カープ             | 山本浩二(1)                | 1                          |                            |                            |                            |                            |                            |                            |
| 1992                       | 読売ジャイアンツ           | 藤田元司(2)                | 2                          | 阪神タイガース             | 中村勝広                   | 2                          | 中日ドラゴンズ             | 高木守道(1)                | 6                          | ヤクルトスワローズ         | 野村克也                   | 1                          | 横浜大洋ホエールズ         | (途)→江尻亮                | 5                          | 広島東洋カープ             | 山本浩二(1)                | 4                          |                            |                            |                            |                            |                            |                            |
| 1993                       | 読売ジャイアンツ           | 長嶋茂雄(2)                | 3                          | 阪神タイガース             | 中村勝広                   | 4                          | 中日ドラゴンズ             | 高木守道(1)                | 2                          | ヤクルトスワローズ         | 野村克也                   | 1                          | 横浜ベイスターズ           | 近藤昭仁                   | 5                          | 広島東洋カープ             | 山本浩二(1)                | 6                          |                            |                            |                            |                            |                            |                            |
| 1994                       | 読売ジャイアンツ           | 長嶋茂雄(2)                | 1                          | 阪神タイガース             | 中村勝広                   | 4                          | 中日ドラゴンズ             | 高木守道(1)                | 2                          | ヤクルトスワローズ         | 野村克也                   | 4                          | 横浜ベイスターズ           | 近藤昭仁                   | 6                          | 広島東洋カープ             | 三村敏之                   | 3                          |                            |                            |                            |                            |                            |                            |
| 1995                       | 読売ジャイアンツ           | 長嶋茂雄(2)                | 3                          | 阪神タイガース             | (途)→藤田平                | 6                          | 中日ドラゴンズ             | (途)→徳武定祐→島野育夫     | 5                          | ヤクルトスワローズ         | 野村克也                   | 1                          | 横浜ベイスターズ           | 近藤昭仁                   | 4                          | 広島東洋カープ             | 三村敏之                   | 2                          |                            |                            |                            |                            |                            |                            |
| 1996                       | 読売ジャイアンツ           | 長嶋茂雄(2)                | 1                          | 阪神タイガース             | (途)→柴田猛                | 6                          | 中日ドラゴンズ             | 星野仙一(2)                | 2                          | ヤクルトスワローズ         | 野村克也                   | 4                          | 横浜ベイスターズ           | 大矢明彦(1)                | 5                          | 広島東洋カープ             | 三村敏之                   | 3                          |                            |                            |                            |                            |                            |                            |
| 1997                       | 読売ジャイアンツ           | 長嶋茂雄(2)                | 4                          | 阪神タイガース             | 吉田義男(3)                | 5                          | 中日ドラゴンズ             | 星野仙一(2)                | 6                          | ヤクルトスワローズ         | 野村克也                   | 1                          | 横浜ベイスターズ           | 大矢明彦(1)                | 2                          | 広島東洋カープ             | 三村敏之                   | 3                          |                            |                            |                            |                            |                            |                            |
| 1998                       | 読売ジャイアンツ           | 長嶋茂雄(2)                | 3                          | 阪神タイガース             | 吉田義男(3)                | 6                          | 中日ドラゴンズ             | 星野仙一(2)                | 2                          | ヤクルトスワローズ         | 野村克也                   | 4                          | 横浜ベイスターズ           | 権藤博                     | 1                          | 広島東洋カープ             | 三村敏之                   | 5                          |                            |                            |                            |                            |                            |                            |
| 1999                       | 読売ジャイアンツ           | 長嶋茂雄(2)                | 2                          | 阪神タイガース             | 野村克也                   | 6                          | 中日ドラゴンズ             | 星野仙一(2)                | 1                          | ヤクルトスワローズ         | 若松勉                     | 4                          | 横浜ベイスターズ           | 権藤博                     | 3                          | 広島東洋カープ             | 達川晃豊                   | 5                          |                            |                            |                            |                            |                            |                            |
| 2000                       | 読売ジャイアンツ           | 長嶋茂雄(2)                | 1                          | 阪神タイガース             | 野村克也                   | 6                          | 中日ドラゴンズ             | 星野仙一(2)                | 2                          | ヤクルトスワローズ         | 若松勉                     | 4                          | 横浜ベイスターズ           | 権藤博                     | 3                          | 広島東洋カープ             | 達川晃豊                   | 5                          |                            |                            |                            |                            |                            |                            |
| 2001                       | 読売ジャイアンツ           | 長嶋茂雄(2)                | 2                          | 阪神タイガース             | 野村克也                   | 6                          | 中日ドラゴンズ             | 星野仙一(2)                | 5                          | ヤクルトスワローズ         | 若松勉                     | 1                          | 横浜ベイスターズ           | 森祗晶                     | 3                          | 広島東洋カープ             | 山本浩二(2)                | 4                          |                            |                            |                            |                            |                            |                            |
| 2002                       | 読売ジャイアンツ           | 原辰徳(1)                  | 1                          | 阪神タイガース             | 星野仙一                   | 4                          | 中日ドラゴンズ             | 山田久志                   | 3                          | ヤクルトスワローズ         | 若松勉                     | 2                          | 横浜ベイスターズ           | (途)→黒江透修              | 6                          | 広島東洋カープ             | 山本浩二(2)                | 5                          |                            |                            |                            |                            |                            |                            |
| 2003                       | 読売ジャイアンツ           | 原辰徳(1)                  | 3                          | 阪神タイガース             | 星野仙一                   | 1                          | 中日ドラゴンズ             | (途)→佐々木恭介            | 2                          | ヤクルトスワローズ         | 若松勉                     | 3                          | 横浜ベイスターズ           | 山下大輔                   | 6                          | 広島東洋カープ             | 山本浩二(2)                | 5                          |                            |                            |                            |                            |                            |                            |
| 2004                       | 読売ジャイアンツ           | 堀内恒夫                   | 3                          | 阪神タイガース             | 岡田彰布(1)                | 4                          | 中日ドラゴンズ             | 落合博満                   | 1                          | ヤクルトスワローズ         | 若松勉                     | 2                          | 横浜ベイスターズ           | 山下大輔                   | 6                          | 広島東洋カープ             | 山本浩二(2)                | 5                          |                            |                            |                            |                            |                            |                            |
| 2005                       | 読売ジャイアンツ           | 堀内恒夫                   | 5                          | 阪神タイガース             | 岡田彰布(1)                | 1                          | 中日ドラゴンズ             | 落合博満                   | 2                          | ヤクルトスワローズ         | 若松勉                     | 4                          | 横浜ベイスターズ           | 牛島和彦                   | 3                          | 広島東洋カープ             | 山本浩二(2)                | 6                          |                            |                            |                            |                            |                            |                            |
| 2006                       | 読売ジャイアンツ           | 原辰徳(2)                  | 4                          | 阪神タイガース             | 岡田彰布(1)                | 2                          | 中日ドラゴンズ             | 落合博満                   | 1                          | 東京ヤクルトスワローズ     | 古田敦也                   | 3                          | 横浜ベイスターズ           | 牛島和彦                   | 6                          | 広島東洋カープ             | M.ブラウン                 | 5                          |                            |                            |                            |                            |                            |                            |
| 2007                       | 読売ジャイアンツ           | 原辰徳(2)                  | 1                          | 阪神タイガース             | 岡田彰布(1)                | 3                          | 中日ドラゴンズ             | 落合博満                   | 2                          | 東京ヤクルトスワローズ     | 古田敦也                   | 6                          | 横浜ベイスターズ           | 大矢明彦(2)                | 4                          | 広島東洋カープ             | M.ブラウン                 | 5                          |                            |                            |                            |                            |                            |                            |
| 2008                       | 読売ジャイアンツ           | 原辰徳(2)                  | 1                          | 阪神タイガース             | 岡田彰布(1)                | 2                          | 中日ドラゴンズ             | 落合博満                   | 3                          | 東京ヤクルトスワローズ     | 高田繁                     | 5                          | 横浜ベイスターズ           | 大矢明彦(2)                | 6                          | 広島東洋カープ             | M.ブラウン                 | 4                          |                            |                            |                            |                            |                            |                            |
| 2009                       | 読売ジャイアンツ           | 原辰徳(2)                  | 1                          | 阪神タイガース             | 真弓明信                   | 4                          | 中日ドラゴンズ             | 落合博満                   | 2                          | 東京ヤクルトスワローズ     | 高田繁                     | 3                          | 横浜ベイスターズ           | (途)→田代富雄              | 6                          | 広島東洋カープ             | M.ブラウン                 | 5                          |                            |                            |                            |                            |                            |                            |
| 2010                       | 読売ジャイアンツ           | 原辰徳(2)                  | 3                          | 阪神タイガース             | 真弓明信                   | 2                          | 中日ドラゴンズ             | 落合博満                   | 1                          | 東京ヤクルトスワローズ     | (途)→小川淳司(1)           | 4                          | 横浜ベイスターズ           | 尾花高夫                   | 6                          | 広島東洋カープ             | 野村謙二郎                 | 5                          |                            |                            |                            |                            |                            |                            |
| 2011                       | 読売ジャイアンツ           | 原辰徳(2)                  | 3                          | 阪神タイガース             | 真弓明信                   | 4                          | 中日ドラゴンズ             | 落合博満                   | 1                          | 東京ヤクルトスワローズ     | 小川淳司(1)                | 2                          | 横浜ベイスターズ           | 尾花高夫                   | 6                          | 広島東洋カープ             | 野村謙二郎                 | 5                          |                            |                            |                            |                            |                            |                            |
| 2012                       | 読売ジャイアンツ           | 原辰徳(2)                  | 1                          | 阪神タイガース             | 和田豊                     | 5                          | 中日ドラゴンズ             | 高木守道(2)                | 2                          | 東京ヤクルトスワローズ     | 小川淳司(1)                | 3                          | 横浜DeNAベイスターズ       | 中畑清                     | 6                          | 広島東洋カープ             | 野村謙二郎                 | 4                          |                            |                            |                            |                            |                            |                            |
| 2013                       | 読売ジャイアンツ           | 原辰徳(2)                  | 1                          | 阪神タイガース             | 和田豊                     | 2                          | 中日ドラゴンズ             | 高木守道(2)                | 4                          | 東京ヤクルトスワローズ     | 小川淳司(1)                | 6                          | 横浜DeNAベイスターズ       | 中畑清                     | 5                          | 広島東洋カープ             | 野村謙二郎                 | 3                          |                            |                            |                            |                            |                            |                            |
| 2014                       | 読売ジャイアンツ           | 原辰徳(2)                  | 1                          | 阪神タイガース             | 和田豊                     | 2                          | 中日ドラゴンズ             | 谷繁元信                   | 4                          | 東京ヤクルトスワローズ     | 小川淳司(1)                | 6                          | 横浜DeNAベイスターズ       | 中畑清                     | 5                          | 広島東洋カープ             | 野村謙二郎                 | 3                          |                            |                            |                            |                            |                            |                            |
| 2015                       | 読売ジャイアンツ           | 原辰徳(2)                  | 2                          | 阪神タイガース             | 和田豊                     | 3                          | 中日ドラゴンズ             | 谷繁元信                   | 5                          | 東京ヤクルトスワローズ     | 真中満                     | 1                          | 横浜DeNAベイスターズ       | 中畑清                     | 6                          | 広島東洋カープ             | 緒方孝市                   | 4                          |                            |                            |                            |                            |                            |                            |
| 2016                       | 読売ジャイアンツ           | 高橋由伸                   | 2                          | 阪神タイガース             | 金本知憲                   | 4                          | 中日ドラゴンズ             | (途)→森繁和                | 6                          | 東京ヤクルトスワローズ     | 真中満                     | 5                          | 横浜DeNAベイスターズ       | A.ラミレス                 | 3                          | 広島東洋カープ             | 緒方孝市                   | 1                          |                            |                            |                            |                            |                            |                            |
| 2017                       | 読売ジャイアンツ           | 高橋由伸                   | 4                          | 阪神タイガース             | 金本知憲                   | 2                          | 中日ドラゴンズ             | 森繁和                     | 5                          | 東京ヤクルトスワローズ     | 真中満                     | 6                          | 横浜DeNAベイスターズ       | A.ラミレス                 | 3                          | 広島東洋カープ             | 緒方孝市                   | 1                          |                            |                            |                            |                            |                            |                            |
| 2018                       | 読売ジャイアンツ           | 高橋由伸                   | 3                          | 阪神タイガース             | 金本知憲                   | 6                          | 中日ドラゴンズ             | 森繁和                     | 5                          | 東京ヤクルトスワローズ     | 小川淳司(2)                | 2                          | 横浜DeNAベイスターズ       | A.ラミレス                 | 4                          | 広島東洋カープ             | 緒方孝市                   | 1                          |                            |                            |                            |                            |                            |                            |
| 2019                       | 読売ジャイアンツ           | 原辰徳(3)                  | 1                          | 阪神タイガース             | 矢野燿大                   | 3                          | 中日ドラゴンズ             | 与田剛                     | 5                          | 東京ヤクルトスワローズ     | 小川淳司(2)                | 6                          | 横浜DeNAベイスターズ       | A.ラミレス                 | 2                          | 広島東洋カープ             | 緒方孝市                   | 4                          |                            |                            |                            |                            |                            |                            |
| 2020                       | 読売ジャイアンツ           | 原辰徳(3)                  | 1                          | 阪神タイガース             | 矢野燿大                   | 2                          | 中日ドラゴンズ             | 与田剛                     | 3                          | 東京ヤクルトスワローズ     | 高津臣吾                   | 6                          | 横浜DeNAベイスターズ       | A.ラミレス                 | 4                          | 広島東洋カープ             | 佐々岡真司                 | 5                          |                            |                            |                            |                            |                            |                            |
| 2021                       | 読売ジャイアンツ           | 原辰徳(3)                  | 3                          | 阪神タイガース             | 矢野燿大                   | 2                          | 中日ドラゴンズ             | 与田剛                     | 5                          | 東京ヤクルトスワローズ     | 高津臣吾                   | 1                          | 横浜DeNAベイスターズ       | 三浦大輔                   | 6                          | 広島東洋カープ             | 佐々岡真司                 | 4                          |                            |                            |                            |                            |                            |                            |
| 2022                       | 読売ジャイアンツ           | 原辰徳(3)                  | 4                          | 阪神タイガース             | 矢野燿大                   | 3                          | 中日ドラゴンズ             | 立浪和義                   | 6                          | 東京ヤクルトスワローズ     | 高津臣吾                   | 1                          | 横浜DeNAベイスターズ       | 三浦大輔                   | 2                          | 広島東洋カープ             | 佐々岡真司                 | 5                          |                            |                            |                            |                            |                            |                            |
| 2023                       | 読売ジャイアンツ           | 原辰徳(3)                  | 4                          | 阪神タイガース             | 岡田彰布(2)                | 1                          | 中日ドラゴンズ             | 立浪和義                   | 6                          | 東京ヤクルトスワローズ     | 高津臣吾                   | 5                          | 横浜DeNAベイスターズ       | 三浦大輔                   | 3                          | 広島東洋カープ             | 新井貴浩                   | 2                          |                            |                            |                            |                            |                            |                            |
| 2024                       | 読売ジャイアンツ           | 阿部慎之助                 | 1                          | 阪神タイガース             | 岡田彰布(2)                | 2                          | 中日ドラゴンズ             | 立浪和義                   | 6                          | 東京ヤクルトスワローズ     | 高津臣吾                   | 5                          | 横浜DeNAベイスターズ       | 三浦大輔                   | 3                          | 広島東洋カープ             | 新井貴浩                   | 4                          |                            |                            |                            |                            |                            |                            |
| 2025                       | 読売ジャイアンツ           | 阿部慎之助                 |                            | 阪神タイガース             | 藤川球児                   |                            | 中日ドラゴンズ             | 井上一樹                   |                            | 東京ヤクルトスワローズ     | 高津臣吾                   |                            | 横浜DeNAベイスターズ       | 三浦大輔                   |                            | 広島東洋カープ             | 新井貴浩                   |                            |                            |                            |                            |                            |                            |                            |

### パシフィック・リーグ（1950年〜）
| パ・リーグ歴代一軍監督 | パ・リーグ歴代一軍監督     | パ・リーグ歴代一軍監督 | パ・リーグ歴代一軍監督 | パ・リーグ歴代一軍監督   | パ・リーグ歴代一軍監督 | パ・リーグ歴代一軍監督 | パ・リーグ歴代一軍監督 | パ・リーグ歴代一軍監督 | パ・リーグ歴代一軍監督 | パ・リーグ歴代一軍監督     | パ・リーグ歴代一軍監督 | パ・リーグ歴代一軍監督 | パ・リーグ歴代一軍監督 | パ・リーグ歴代一軍監督 | パ・リーグ歴代一軍監督 | パ・リーグ歴代一軍監督       | パ・リーグ歴代一軍監督 | パ・リーグ歴代一軍監督 | パ・リーグ歴代一軍監督 | パ・リーグ歴代一軍監督 | パ・リーグ歴代一軍監督 | パ・リーグ歴代一軍監督 | パ・リーグ歴代一軍監督 | パ・リーグ歴代一軍監督 | パ・リーグ歴代一軍監督 | パ・リーグ歴代一軍監督 | パ・リーグ歴代一軍監督 |
| 年                     | オリックス                 | オリックス             | オリックス             | ソフトバンク             | ソフトバンク           | ソフトバンク           | 西武                   | 西武                   | 西武                   | 日本ハム                   | 日本ハム               | 日本ハム               | ロッテ                 | ロッテ                 | ロッテ                 | 楽天                         | 楽天                   | 楽天                   | 消滅球団               | 消滅球団               | 消滅球団               | 消滅球団               | 消滅球団               | 消滅球団               | 消滅球団               | 消滅球団               | 消滅球団               |
| 年                     | オリックス                 | オリックス             | オリックス             | ソフトバンク             | ソフトバンク           | ソフトバンク           | 西武                   | 西武                   | 西武                   | 日本ハム                   | 日本ハム               | 日本ハム               | ロッテ                 | ロッテ                 | ロッテ                 | 楽天                         | 楽天                   | 楽天                   | 大映                   | 大映                   | 大映                   | 近鉄                   | 近鉄                   | 近鉄                   | 高橋                   | 高橋                   | 高橋                   |
| ---------------------- | -------------------------- | ---------------------- | ---------------------- | ------------------------ | ---------------------- | ---------------------- | ---------------------- | ---------------------- | ---------------------- | -------------------------- | ---------------------- | ---------------------- | ---------------------- | ---------------------- | ---------------------- | ---------------------------- | ---------------------- | ---------------------- | ---------------------- | ---------------------- | ---------------------- | ---------------------- | ---------------------- | ---------------------- | ---------------------- | ---------------------- | ---------------------- |
| 1950                   | 阪急ブレーブス             | 浜崎真二               | 4                      | 南海ホークス             | 山本一人/ 鶴岡一人     | 2                      | [ パ 2 ]               | 宮崎要                 | 5                      | [ パ 3 ]                   | 井野川利春(1)          | 6                      | 毎日オリオンズ         | 湯浅禎夫               | 1                      |                              |                        |                        | 大映スターズ           | 藤本定義               | 3                      | 近鉄パールス           | 藤田省三               | 7                      |                        |                        |                        |
| 1951                   | 阪急ブレーブス             | 浜崎真二               | 5                      | 南海ホークス             | 山本一人/ 鶴岡一人     | 1                      | 西鉄ライオンズ         | 三原脩                 | 2                      | [ パ 3 ]                   | 安藤忍                 | 6                      | 毎日オリオンズ         | 湯浅禎夫               | 3                      | 4                            | 7                      |                        | 大映スターズ           | 藤本定義               |                        | 近鉄パールス           | 藤田省三               |                        |                        |                        |                        |
| 1952                   | 阪急ブレーブス             | 浜崎真二               | 5                      | 南海ホークス             | 山本一人/ 鶴岡一人     | 1                      | 西鉄ライオンズ         | 三原脩                 | 3                      | [ パ 3 ]                   | 井野川利春(2)          | 6                      | 毎日オリオンズ         | (途)→別当薫            | 2                      | 4                            | (途)→芥田武夫          | 7                      | 大映スターズ           | 藤本定義               |                        | 近鉄パールス           |                        |                        |                        |                        |                        |
| 1953                   | 阪急ブレーブス             | 浜崎真二               | 2                      | 南海ホークス             | 山本一人/ 鶴岡一人     | 1                      | 西鉄ライオンズ         | 三原脩                 | 4                      | [ パ 3 ]                   | 井野川利春(2)          | 6                      | 毎日オリオンズ         | 若林忠志               | 5                      | 3                            | 芥田武夫               | 7                      | 大映スターズ           | 藤本定義               | リーグ参入             | リーグ参入             | リーグ参入             |                        |                        |                        |                        |
| 1954                   | 阪急ブレーブス             | 西村正夫(2)            | 5                      | 南海ホークス             | 山本一人/ 鶴岡一人     | 2                      | 西鉄ライオンズ         | 三原脩                 | 1                      | 東映フライヤーズ           | 井野川利春(2)          | 7                      | 毎日オリオンズ         | 別当薫                 | 3                      | 8                            | 芥田武夫               | 4                      | 大映スターズ           | 藤本定義               | [ パ 4 ]               | 近鉄パールス           | 浜崎真二               | 6                      |                        |                        |                        |
| 1955                   | 阪急ブレーブス             | 西村正夫(2)            | 4                      | 南海ホークス             | 山本一人/ 鶴岡一人     | 1                      | 西鉄ライオンズ         | 三原脩                 | 2                      | 東映フライヤーズ           | 保井浩一               | 7                      | 毎日オリオンズ         | 別当薫                 | 3                      | 6                            | 芥田武夫               | 5                      | 大映スターズ           | 藤本定義               | [ パ 5 ]               | 近鉄パールス           | (途)→笠原和夫          | 8                      |                        |                        |                        |
| 1956                   | 阪急ブレーブス             | 西村正夫(2)            | 3                      | 南海ホークス             | 山本一人/ 鶴岡一人     | 2                      | 西鉄ライオンズ         | 三原脩                 | 1                      | 東映フライヤーズ           | 岩本義行               | 6                      | 毎日オリオンズ         | 別当薫                 | 4                      | (途)→松木謙治郎              | 芥田武夫               | 7                      | 大映スターズ           | 5                      | [ パ 6 ]               | 近鉄パールス           | 笠原和夫               | 8                      |                        |                        |                        |
| 1957                   | 阪急ブレーブス             | 藤本定義               | 4                      | 南海ホークス             | 山本一人/ 鶴岡一人     | 2                      | 西鉄ライオンズ         | 三原脩                 | 1                      | 東映フライヤーズ           | 岩本義行               | 5                      | 毎日オリオンズ         | 別当薫                 | 3                      | [ パ 7 ]                     | 松木謙治郎             | 7                      | (途)→加藤久幸          | 6                      | 消滅                   | 消滅                   | 消滅                   |                        |                        |                        |                        |
| 1958                   | 阪急ブレーブス             | 藤本定義               | 3                      | 南海ホークス             | 山本一人/ 鶴岡一人     | 2                      | 西鉄ライオンズ         | 三原脩                 | 1                      | 東映フライヤーズ           | 岩本義行               | 5                      | 毎日大映オリオンズ     | 別当薫                 | 4                      | 消滅                         | 消滅                   | 消滅                   | 加藤久幸               | 6                      |                        |                        |                        |                        |                        |                        |                        |
| 1959                   | 阪急ブレーブス             | (途)→戸倉勝城          | 5                      | 南海ホークス             | 山本一人/ 鶴岡一人     | 1                      | 西鉄ライオンズ         | 三原脩                 | 4                      | 東映フライヤーズ           | 岩本義行               | 3                      | 毎日大映オリオンズ     | 別当薫                 | 2                      |                              |                        |                        | [ パ 10 ]              | 千葉茂→林義一          | 6                      |                        |                        |                        |                        |                        |                        |
| 1960                   | 阪急ブレーブス             | 戸倉勝城               | 4                      | 南海ホークス             | 山本一人/ 鶴岡一人     | 2                      | 西鉄ライオンズ         | 川崎徳次               | 3                      | 東映フライヤーズ           | (途)→保井浩一          | 5                      | 毎日大映オリオンズ     | 西本幸雄               | 1                      | 千葉茂                       | 6                      |                        | [ パ 10 ]              |                        |                        |                        |                        |                        |                        |                        |                        |
| 1961                   | 阪急ブレーブス             | 戸倉勝城               | 5                      | 南海ホークス             | 山本一人/ 鶴岡一人     | 1                      | 西鉄ライオンズ         | 川崎徳次               | 3                      | 東映フライヤーズ           | 水原茂                 | 2                      | 毎日大映オリオンズ     | 宇野光雄               | 4                      | 千葉茂                       | 6                      |                        | [ パ 10 ]              |                        |                        |                        |                        |                        |                        |                        |                        |
| 1962                   | 阪急ブレーブス             | 戸倉勝城               | 4                      | 南海ホークス             | 山本一人/ 鶴岡一人     | 2                      | 西鉄ライオンズ         | 中西太                 | 3                      | 東映フライヤーズ           | 水原茂                 | 1                      | 毎日大映オリオンズ     | 宇野光雄               | 4                      | 近鉄バファローズ             | 別当薫                 | 6                      |                        |                        |                        |                        |                        |                        |                        |                        |                        |
| 1963                   | 阪急ブレーブス             | 西本幸雄               | 6                      | 南海ホークス             | 山本一人/ 鶴岡一人     | 2                      | 西鉄ライオンズ         | 中西太                 | 1                      | 東映フライヤーズ           | 水原茂                 | 3                      | 毎日大映オリオンズ     | 本堂安次               | 5                      | 近鉄バファローズ             | 別当薫                 | 4                      |                        |                        |                        |                        |                        |                        |                        |                        |                        |
| 1964                   | 阪急ブレーブス             | 西本幸雄               | 2                      | 南海ホークス             | 山本一人/ 鶴岡一人     | 1                      | 西鉄ライオンズ         | 中西太                 | 5                      | 東映フライヤーズ           | 水原茂                 | 3                      | 東京オリオンズ         | 本堂安次               | 4                      | 近鉄バファローズ             | 別当薫                 | 6                      |                        |                        |                        |                        |                        |                        |                        |                        |                        |
| 1965                   | 阪急ブレーブス             | 西本幸雄               | 4                      | 南海ホークス             | 山本一人/ 鶴岡一人     | 1                      | 西鉄ライオンズ         | 中西太                 | 3                      | 東映フライヤーズ           | 水原茂                 | 2                      | 東京オリオンズ         | 本堂安次               | 5                      | 近鉄バファローズ             | 岩本義行               | 6                      |                        |                        |                        |                        |                        |                        |                        |                        |                        |
| 1966                   | 阪急ブレーブス             | 西本幸雄               | 5                      | 南海ホークス             | 山本一人/ 鶴岡一人     | 1                      | 西鉄ライオンズ         | 中西太                 | 2                      | 東映フライヤーズ           | 水原茂                 | 3                      | 東京オリオンズ         | 田丸仁                 | 4                      | 近鉄バファローズ             | 岩本義行               | 6                      |                        |                        |                        |                        |                        |                        |                        |                        |                        |
| 1967                   | 阪急ブレーブス             | 西本幸雄               | 1                      | 南海ホークス             | 山本一人/ 鶴岡一人     | 4                      | 西鉄ライオンズ         | 中西太                 | 2                      | 東映フライヤーズ           | 水原茂                 | 3                      | 東京オリオンズ         | 戸倉勝城→濃人渉        | 5                      | 近鉄バファローズ             | 小玉明利               | 6                      |                        |                        |                        |                        |                        |                        |                        |                        |                        |
| 1968                   | 阪急ブレーブス             | 西本幸雄               | 1                      | 南海ホークス             | 山本一人/ 鶴岡一人     | 2                      | 西鉄ライオンズ         | 中西太                 | 5                      | 東映フライヤーズ           | 大下弘→飯島滋弥        | 6                      | 東京オリオンズ         | 濃人渉                 | 3                      | 近鉄バファローズ             | 三原脩                 | 4                      |                        |                        |                        |                        |                        |                        |                        |                        |                        |
| 1969                   | 阪急ブレーブス             | 西本幸雄               | 1                      | 南海ホークス             | 飯田徳治               | 6                      | 西鉄ライオンズ         | (途)→鬼頭政一          | 5                      | 東映フライヤーズ           | 松木謙治郎             | 4                      | ロッテオリオンズ       | 濃人渉                 | 3                      | 近鉄バファローズ             | 三原脩                 | 2                      |                        |                        |                        |                        |                        |                        |                        |                        |                        |
| 1970                   | 阪急ブレーブス             | 西本幸雄               | 4                      | 南海ホークス             | 野村克也               | 2                      | 西鉄ライオンズ         | 稲尾和久               | 6                      | 東映フライヤーズ           | (途)→田宮謙次郎        | 5                      | ロッテオリオンズ       | 濃人渉                 | 1                      | 近鉄バファローズ             | 三原脩                 | 3                      |                        |                        |                        |                        |                        |                        |                        |                        |                        |
| 1971                   | 阪急ブレーブス             | 西本幸雄               | 1                      | 南海ホークス             | 野村克也               | 4                      | 西鉄ライオンズ         | 稲尾和久               | 6                      | 東映フライヤーズ           | 田宮謙次郎             | 5                      | ロッテオリオンズ       | 濃人渉→大沢啓二        | 2                      | 近鉄バファローズ             | 岩本堯                 | 3                      |                        |                        |                        |                        |                        |                        |                        |                        |                        |
| 1972                   | 阪急ブレーブス             | 西本幸雄               | 1                      | 南海ホークス             | 野村克也               | 3                      | 西鉄ライオンズ         | 稲尾和久               | 6                      | 東映フライヤーズ           | 田宮謙次郎             | 4                      | ロッテオリオンズ       | 大沢啓二               | 5                      | 近鉄バファローズ             | 岩本堯                 | 2                      |                        |                        |                        |                        |                        |                        |                        |                        |                        |
| 1973                   | 阪急ブレーブス             | 西本幸雄               | 2                      | 南海ホークス             | 野村克也               | 1                      | [ パ 11 ]              | 稲尾和久               | 4                      | [ パ 12 ]                  | (途)→土橋正幸          | 5                      | ロッテオリオンズ       | 金田正一(1)            | 3                      | 近鉄バファローズ             | (途)→島田光二          | 6                      |                        |                        |                        |                        |                        |                        |                        |                        |                        |
| 1974                   | 阪急ブレーブス             | 上田利治(1)            | 2                      | 南海ホークス             | 野村克也               | 3                      | [ パ 11 ]              | 稲尾和久               | 5                      | 日本ハムファイターズ       | 中西太                 | 6                      | ロッテオリオンズ       | 金田正一(1)            | 1                      | 近鉄バファローズ             | 西本幸雄               | 5                      |                        |                        |                        |                        |                        |                        |                        |                        |                        |
| 1975                   | 阪急ブレーブス             | 上田利治(1)            | 1                      | 南海ホークス             | 野村克也               | 5                      | [ パ 11 ]              | 江藤慎一               | 3                      | 日本ハムファイターズ       | 中西太                 | 6                      | ロッテオリオンズ       | 金田正一(1)            | 4                      | 近鉄バファローズ             | 西本幸雄               | 2                      |                        |                        |                        |                        |                        |                        |                        |                        |                        |
| 1976                   | 阪急ブレーブス             | 上田利治(1)            | 1                      | 南海ホークス             | 野村克也               | 2                      | [ パ 11 ]              | 鬼頭政一               | 6                      | 日本ハムファイターズ       | 大沢啓二(1)            | 5                      | ロッテオリオンズ       | 金田正一(1)            | 3                      | 近鉄バファローズ             | 西本幸雄               | 4                      |                        |                        |                        |                        |                        |                        |                        |                        |                        |
| 1977                   | 阪急ブレーブス             | 上田利治(1)            | 1                      | 南海ホークス             | (途)→穴吹義雄          | 2                      | [ パ 13 ]              | 鬼頭政一               | 6                      | 日本ハムファイターズ       | 大沢啓二(1)            | 5                      | ロッテオリオンズ       | 金田正一(1)            | 3                      | 近鉄バファローズ             | 西本幸雄               | 4                      |                        |                        |                        |                        |                        |                        |                        |                        |                        |
| 1978                   | 阪急ブレーブス             | 上田利治(1)            | 1                      | 南海ホークス             | 広瀬叔功               | 6                      | [ パ 13 ]              | 根本陸夫               | 5                      | 日本ハムファイターズ       | 大沢啓二(1)            | 3                      | ロッテオリオンズ       | 金田正一(1)            | 4                      | 近鉄バファローズ             | 西本幸雄               | 2                      |                        |                        |                        |                        |                        |                        |                        |                        |                        |
| 1979                   | 阪急ブレーブス             | 梶本隆夫               | 2                      | 南海ホークス             | 広瀬叔功               | 5                      | 西武ライオンズ         | 根本陸夫               | 6                      | 日本ハムファイターズ       | 大沢啓二(1)            | 3                      | ロッテオリオンズ       | 山内一弘               | 4                      | 近鉄バファローズ             | 西本幸雄               | 1                      |                        |                        |                        |                        |                        |                        |                        |                        |                        |
| 1980                   | 阪急ブレーブス             | 梶本隆夫               | 5                      | 南海ホークス             | 広瀬叔功               | 6                      | 西武ライオンズ         | 根本陸夫               | 4                      | 日本ハムファイターズ       | 大沢啓二(1)            | 3                      | ロッテオリオンズ       | 山内一弘               | 2                      | 近鉄バファローズ             | 西本幸雄               | 1                      |                        |                        |                        |                        |                        |                        |                        |                        |                        |
| 1981                   | 阪急ブレーブス             | 上田利治(2)            | 2                      | 南海ホークス             | D.ブレイザー           | 5                      | 西武ライオンズ         | 根本陸夫               | 4                      | 日本ハムファイターズ       | 大沢啓二(1)            | 1                      | ロッテオリオンズ       | 山内一弘               | 3                      | 近鉄バファローズ             | 西本幸雄               | 6                      |                        |                        |                        |                        |                        |                        |                        |                        |                        |
| 1982                   | 阪急ブレーブス             | 上田利治(2)            | 4                      | 南海ホークス             | D.ブレイザー           | 6                      | 西武ライオンズ         | 広岡達朗               | 1                      | 日本ハムファイターズ       | 大沢啓二(1)            | 2                      | ロッテオリオンズ       | 山本一義               | 5                      | 近鉄バファローズ             | 関口清治               | 3                      |                        |                        |                        |                        |                        |                        |                        |                        |                        |
| 1983                   | 阪急ブレーブス             | 上田利治(2)            | 2                      | 南海ホークス             | 穴吹義雄               | 5                      | 西武ライオンズ         | 広岡達朗               | 1                      | 日本ハムファイターズ       | 大沢啓二(1)            | 3                      | ロッテオリオンズ       | 山本一義               | 6                      | 近鉄バファローズ             | 関口清治               | 4                      |                        |                        |                        |                        |                        |                        |                        |                        |                        |
| 1984                   | 阪急ブレーブス             | 上田利治(2)            | 1                      | 南海ホークス             | 穴吹義雄               | 5                      | 西武ライオンズ         | 広岡達朗               | 3                      | 日本ハムファイターズ       | 植村義信→大沢啓二      | 6                      | ロッテオリオンズ       | 稲尾和久               | 2                      | 近鉄バファローズ             | 岡本伊三美             | 4                      |                        |                        |                        |                        |                        |                        |                        |                        |                        |
| 1985                   | 阪急ブレーブス             | 上田利治(2)            | 4                      | 南海ホークス             | 穴吹義雄               | 6                      | 西武ライオンズ         | 広岡達朗               | 1                      | 日本ハムファイターズ       | 高田繁                 | 5                      | ロッテオリオンズ       | 稲尾和久               | 2                      | 近鉄バファローズ             | 岡本伊三美             | 3                      |                        |                        |                        |                        |                        |                        |                        |                        |                        |
| 1986                   | 阪急ブレーブス             | 上田利治(2)            | 3                      | 南海ホークス             | 杉浦忠                 | 6                      | 西武ライオンズ         | 森祗晶                 | 1                      | 日本ハムファイターズ       | 高田繁                 | 5                      | ロッテオリオンズ       | 稲尾和久               | 4                      | 近鉄バファローズ             | 岡本伊三美             | 2                      |                        |                        |                        |                        |                        |                        |                        |                        |                        |
| 1987                   | 阪急ブレーブス             | 上田利治(2)            | 2                      | 南海ホークス             | 杉浦忠                 | 4                      | 西武ライオンズ         | 森祗晶                 | 1                      | 日本ハムファイターズ       | 高田繁                 | 3                      | ロッテオリオンズ       | 有藤通世               | 5                      | 近鉄バファローズ             | 岡本伊三美             | 6                      |                        |                        |                        |                        |                        |                        |                        |                        |                        |
| 1988                   | 阪急ブレーブス             | 上田利治(2)            | 4                      | 南海ホークス             | 杉浦忠                 | 5                      | 西武ライオンズ         | 森祗晶                 | 1                      | 日本ハムファイターズ       | 高田繁                 | 3                      | ロッテオリオンズ       | 有藤通世               | 6                      | 近鉄バファローズ             | 仰木彬                 | 2                      |                        |                        |                        |                        |                        |                        |                        |                        |                        |
| 1989                   | [ パ 14 ]                  | 上田利治(2)            | 2                      | 福岡ダイエーホークス     | 杉浦忠                 | 4                      | 西武ライオンズ         | 森祗晶                 | 3                      | 日本ハムファイターズ       | 近藤貞雄               | 5                      | ロッテオリオンズ       | 有藤通世               | 6                      | 近鉄バファローズ             | 仰木彬                 | 1                      |                        |                        |                        |                        |                        |                        |                        |                        |                        |
| 1990                   | [ パ 14 ]                  | 上田利治(2)            | 2                      | 福岡ダイエーホークス     | 田淵幸一               | 6                      | 西武ライオンズ         | 森祗晶                 | 1                      | 日本ハムファイターズ       | 近藤貞雄               | 4                      | ロッテオリオンズ       | 金田正一(2)            | 5                      | 近鉄バファローズ             | 仰木彬                 | 3                      |                        |                        |                        |                        |                        |                        |                        |                        |                        |
| 1991                   | オリックス・ブルーウェーブ | 土井正三               | 3                      | 福岡ダイエーホークス     | 田淵幸一               | 5                      | 西武ライオンズ         | 森祗晶                 | 1                      | 日本ハムファイターズ       | 近藤貞雄               | 4                      | ロッテオリオンズ       | 金田正一(2)            | 6                      | 近鉄バファローズ             | 仰木彬                 | 2                      |                        |                        |                        |                        |                        |                        |                        |                        |                        |
| 1992                   | オリックス・ブルーウェーブ | 土井正三               | 3                      | 福岡ダイエーホークス     | 田淵幸一               | 4                      | 西武ライオンズ         | 森祗晶                 | 1                      | 日本ハムファイターズ       | 土橋正幸               | 5                      | 千葉ロッテマリーンズ   | 八木沢荘六             | 6                      | 近鉄バファローズ             | 仰木彬                 | 2                      |                        |                        |                        |                        |                        |                        |                        |                        |                        |
| 1993                   | オリックス・ブルーウェーブ | 土井正三               | 3                      | 福岡ダイエーホークス     | 根本陸夫               | 6                      | 西武ライオンズ         | 森祗晶                 | 1                      | 日本ハムファイターズ       | 大沢啓二(2)            | 2                      | 千葉ロッテマリーンズ   | 八木沢荘六             | 5                      | 近鉄バファローズ             | 鈴木啓示               | 4                      |                        |                        |                        |                        |                        |                        |                        |                        |                        |
| 1994                   | オリックス・ブルーウェーブ | 仰木彬                 | 2                      | 福岡ダイエーホークス     | 根本陸夫               | 4                      | 西武ライオンズ         | 森祗晶                 | 1                      | 日本ハムファイターズ       | 大沢啓二(2)            | 6                      | 千葉ロッテマリーンズ   | (途)→中西太            | 5                      | 近鉄バファローズ             | 鈴木啓示               | 2                      |                        |                        |                        |                        |                        |                        |                        |                        |                        |
| 1995                   | オリックス・ブルーウェーブ | 仰木彬                 | 1                      | 福岡ダイエーホークス     | 王貞治                 | 5                      | 西武ライオンズ         | 東尾修                 | 3                      | 日本ハムファイターズ       | 上田利治               | 4                      | 千葉ロッテマリーンズ   | B.バレンタイン(1)      | 2                      | 近鉄バファローズ             | (途)→水谷実雄          | 6                      |                        |                        |                        |                        |                        |                        |                        |                        |                        |
| 1996                   | オリックス・ブルーウェーブ | 仰木彬                 | 1                      | 福岡ダイエーホークス     | 王貞治                 | 6                      | 西武ライオンズ         | 東尾修                 | 3                      | 日本ハムファイターズ       | 上田利治               | 2                      | 千葉ロッテマリーンズ   | 江尻亮                 | 5                      | 近鉄バファローズ             | 佐々木恭介             | 4                      |                        |                        |                        |                        |                        |                        |                        |                        |                        |
| 1997                   | オリックス・ブルーウェーブ | 仰木彬                 | 2                      | 福岡ダイエーホークス     | 王貞治                 | 4                      | 西武ライオンズ         | 東尾修                 | 1                      | 日本ハムファイターズ       | 上田利治               | 4                      | 千葉ロッテマリーンズ   | 近藤昭仁               | 6                      | 近鉄バファローズ             | 佐々木恭介             | 3                      |                        |                        |                        |                        |                        |                        |                        |                        |                        |
| 1998                   | オリックス・ブルーウェーブ | 仰木彬                 | 3                      | 福岡ダイエーホークス     | 王貞治                 | 3                      | 西武ライオンズ         | 東尾修                 | 1                      | 日本ハムファイターズ       | 上田利治               | 2                      | 千葉ロッテマリーンズ   | 近藤昭仁               | 6                      | 近鉄バファローズ             | 佐々木恭介             | 5                      |                        |                        |                        |                        |                        |                        |                        |                        |                        |
| 1999                   | オリックス・ブルーウェーブ | 仰木彬                 | 3                      | 福岡ダイエーホークス     | 王貞治                 | 1                      | 西武ライオンズ         | 東尾修                 | 2                      | 日本ハムファイターズ       | 上田利治               | 5                      | 千葉ロッテマリーンズ   | 山本功児               | 4                      | 大阪近鉄バファローズ         | 佐々木恭介             | 6                      |                        |                        |                        |                        |                        |                        |                        |                        |                        |
| 2000                   | オリックス・ブルーウェーブ | 仰木彬                 | 4                      | 福岡ダイエーホークス     | 王貞治                 | 1                      | 西武ライオンズ         | 東尾修                 | 2                      | 日本ハムファイターズ       | 大島康徳               | 3                      | 千葉ロッテマリーンズ   | 山本功児               | 5                      | 大阪近鉄バファローズ         | 梨田昌孝               | 6                      |                        |                        |                        |                        |                        |                        |                        |                        |                        |
| 2001                   | オリックス・ブルーウェーブ | 仰木彬                 | 4                      | 福岡ダイエーホークス     | 王貞治                 | 2                      | 西武ライオンズ         | 東尾修                 | 3                      | 日本ハムファイターズ       | 大島康徳               | 6                      | 千葉ロッテマリーンズ   | 山本功児               | 5                      | 大阪近鉄バファローズ         | 梨田昌孝               | 1                      |                        |                        |                        |                        |                        |                        |                        |                        |                        |
| 2002                   | オリックス・ブルーウェーブ | 石毛宏典               | 6                      | 福岡ダイエーホークス     | 王貞治                 | 2                      | 西武ライオンズ         | 伊原春樹(1)            | 1                      | 日本ハムファイターズ       | 大島康徳               | 5                      | 千葉ロッテマリーンズ   | 山本功児               | 4                      | 大阪近鉄バファローズ         | 梨田昌孝               | 2                      |                        |                        |                        |                        |                        |                        |                        |                        |                        |
| 2003                   | オリックス・ブルーウェーブ | (途)→レオン・リー      | 6                      | 福岡ダイエーホークス     | 王貞治                 | 1                      | 西武ライオンズ         | 伊原春樹(1)            | 2                      | 日本ハムファイターズ       | T.ヒルマン             | 5                      | 千葉ロッテマリーンズ   | 山本功児               | 4                      | 大阪近鉄バファローズ         | 梨田昌孝               | 3                      |                        |                        |                        |                        |                        |                        |                        |                        |                        |
| 2004                   | オリックス・ブルーウェーブ | 伊原春樹               | 6                      | 福岡ダイエーホークス     | 王貞治                 | 2                      | 西武ライオンズ         | 伊東勤                 | 1                      | 北海道日本ハムファイターズ | T.ヒルマン             | 3                      | 千葉ロッテマリーンズ   | B.バレンタイン(2)      | 4                      | 大阪近鉄バファローズ         | 梨田昌孝               | リーグ参入             | リーグ参入             | リーグ参入             | 5                      |                        |                        |                        |                        |                        |                        |
| 2005                   | オリックス・バファローズ   | 仰木彬(2)              | 4                      | 福岡ソフトバンクホークス | 王貞治                 | 2                      | 西武ライオンズ         | 伊東勤                 | 3                      | 北海道日本ハムファイターズ | T.ヒルマン             | 5                      | 千葉ロッテマリーンズ   | B.バレンタイン(2)      | 1                      | 東北楽天ゴールデンイーグルス | 田尾安志               | 6                      | 消滅                   | 消滅                   | 消滅                   |                        |                        |                        |                        |                        |                        |
| 2006                   | オリックス・バファローズ   | 中村勝広               | 5                      | 福岡ソフトバンクホークス | 王貞治                 | 3                      | 西武ライオンズ         | 伊東勤                 | 2                      | 北海道日本ハムファイターズ | T.ヒルマン             | 1                      | 千葉ロッテマリーンズ   | B.バレンタイン(2)      | 4                      | 東北楽天ゴールデンイーグルス | 野村克也               | 6                      |                        |                        |                        |                        |                        |                        |                        |                        |                        |
| 2007                   | オリックス・バファローズ   | T.コリンズ             | 6                      | 福岡ソフトバンクホークス | 王貞治                 | 3                      | 西武ライオンズ         | 伊東勤                 | 5                      | 北海道日本ハムファイターズ | T.ヒルマン             | 1                      | 千葉ロッテマリーンズ   | B.バレンタイン(2)      | 2                      | 東北楽天ゴールデンイーグルス | 野村克也               | 4                      |                        |                        |                        |                        |                        |                        |                        |                        |                        |
| 2008                   | オリックス・バファローズ   | (途)→大石大二郎        | 2                      | 福岡ソフトバンクホークス | 王貞治                 | 6                      | 埼玉西武ライオンズ     | 渡辺久信               | 1                      | 北海道日本ハムファイターズ | 梨田昌孝               | 3                      | 千葉ロッテマリーンズ   | B.バレンタイン(2)      | 4                      | 東北楽天ゴールデンイーグルス | 野村克也               | 5                      |                        |                        |                        |                        |                        |                        |                        |                        |                        |
| 2009                   | オリックス・バファローズ   | 大石大二郎             | 6                      | 福岡ソフトバンクホークス | 秋山幸二               | 3                      | 埼玉西武ライオンズ     | 渡辺久信               | 4                      | 北海道日本ハムファイターズ | 梨田昌孝               | 1                      | 千葉ロッテマリーンズ   | B.バレンタイン(2)      | 5                      | 東北楽天ゴールデンイーグルス | 野村克也               | 2                      |                        |                        |                        |                        |                        |                        |                        |                        |                        |
| 2010                   | オリックス・バファローズ   | 岡田彰布               | 5                      | 福岡ソフトバンクホークス | 秋山幸二               | 1                      | 埼玉西武ライオンズ     | 渡辺久信               | 2                      | 北海道日本ハムファイターズ | 梨田昌孝               | 4                      | 千葉ロッテマリーンズ   | 西村徳文               | 3                      | 東北楽天ゴールデンイーグルス | M.ブラウン             | 6                      |                        |                        |                        |                        |                        |                        |                        |                        |                        |
| 2011                   | オリックス・バファローズ   | 岡田彰布               | 4                      | 福岡ソフトバンクホークス | 秋山幸二               | 1                      | 埼玉西武ライオンズ     | 渡辺久信               | 3                      | 北海道日本ハムファイターズ | 梨田昌孝               | 2                      | 千葉ロッテマリーンズ   | 西村徳文               | 6                      | 東北楽天ゴールデンイーグルス | 星野仙一               | 5                      |                        |                        |                        |                        |                        |                        |                        |                        |                        |
| 2012                   | オリックス・バファローズ   | (途)→森脇浩司          | 6                      | 福岡ソフトバンクホークス | 秋山幸二               | 3                      | 埼玉西武ライオンズ     | 渡辺久信               | 2                      | 北海道日本ハムファイターズ | 栗山英樹               | 1                      | 千葉ロッテマリーンズ   | 西村徳文               | 5                      | 東北楽天ゴールデンイーグルス | 星野仙一               | 4                      |                        |                        |                        |                        |                        |                        |                        |                        |                        |
| 2013                   | オリックス・バファローズ   | 森脇浩司               | 5                      | 福岡ソフトバンクホークス | 秋山幸二               | 4                      | 埼玉西武ライオンズ     | 渡辺久信               | 2                      | 北海道日本ハムファイターズ | 栗山英樹               | 6                      | 千葉ロッテマリーンズ   | 伊東勤                 | 3                      | 東北楽天ゴールデンイーグルス | 星野仙一               | 1                      |                        |                        |                        |                        |                        |                        |                        |                        |                        |
| 2014                   | オリックス・バファローズ   | 森脇浩司               | 2                      | 福岡ソフトバンクホークス | 秋山幸二               | 1                      | 埼玉西武ライオンズ     | 伊原春樹(2)→田邊徳雄   | 5                      | 北海道日本ハムファイターズ | 栗山英樹               | 3                      | 千葉ロッテマリーンズ   | 伊東勤                 | 4                      | 東北楽天ゴールデンイーグルス | 星野仙一               | 6                      |                        |                        |                        |                        |                        |                        |                        |                        |                        |
| 2015                   | オリックス・バファローズ   | (途)→福良淳一          | 5                      | 福岡ソフトバンクホークス | 工藤公康               | 1                      | 埼玉西武ライオンズ     | 田邊徳雄               | 4                      | 北海道日本ハムファイターズ | 栗山英樹               | 2                      | 千葉ロッテマリーンズ   | 伊東勤                 | 3                      | 東北楽天ゴールデンイーグルス | 大久保博元             | 6                      |                        |                        |                        |                        |                        |                        |                        |                        |                        |
| 2016                   | オリックス・バファローズ   | 福良淳一               | 6                      | 福岡ソフトバンクホークス | 工藤公康               | 2                      | 埼玉西武ライオンズ     | 田邊徳雄               | 4                      | 北海道日本ハムファイターズ | 栗山英樹               | 1                      | 千葉ロッテマリーンズ   | 伊東勤                 | 3                      | 東北楽天ゴールデンイーグルス | 梨田昌孝               | 5                      |                        |                        |                        |                        |                        |                        |                        |                        |                        |
| 2017                   | オリックス・バファローズ   | 福良淳一               | 4                      | 福岡ソフトバンクホークス | 工藤公康               | 1                      | 埼玉西武ライオンズ     | 辻発彦                 | 2                      | 北海道日本ハムファイターズ | 栗山英樹               | 5                      | 千葉ロッテマリーンズ   | 伊東勤                 | 6                      | 東北楽天ゴールデンイーグルス | 梨田昌孝               | 3                      |                        |                        |                        |                        |                        |                        |                        |                        |                        |
| 2018                   | オリックス・バファローズ   | 福良淳一               | 4                      | 福岡ソフトバンクホークス | 工藤公康               | 2                      | 埼玉西武ライオンズ     | 辻発彦                 | 1                      | 北海道日本ハムファイターズ | 栗山英樹               | 3                      | 千葉ロッテマリーンズ   | 井口資仁               | 5                      | 東北楽天ゴールデンイーグルス | 梨田昌孝               | 6                      |                        |                        |                        |                        |                        |                        |                        |                        |                        |
| 2019                   | オリックス・バファローズ   | 西村徳文               | 6                      | 福岡ソフトバンクホークス | 工藤公康               | 2                      | 埼玉西武ライオンズ     | 辻発彦                 | 1                      | 北海道日本ハムファイターズ | 栗山英樹               | 5                      | 千葉ロッテマリーンズ   | 井口資仁               | 4                      | 東北楽天ゴールデンイーグルス | 平石洋介               | 3                      |                        |                        |                        |                        |                        |                        |                        |                        |                        |
| 2020                   | オリックス・バファローズ   | (途)→中嶋聡            | 6                      | 福岡ソフトバンクホークス | 工藤公康               | 1                      | 埼玉西武ライオンズ     | 辻発彦                 | 3                      | 北海道日本ハムファイターズ | 栗山英樹               | 5                      | 千葉ロッテマリーンズ   | 井口資仁               | 2                      | 東北楽天ゴールデンイーグルス | 三木肇(1)              | 4                      |                        |                        |                        |                        |                        |                        |                        |                        |                        |
| 2021                   | オリックス・バファローズ   | 中嶋聡                 | 1                      | 福岡ソフトバンクホークス | 工藤公康               | 4                      | 埼玉西武ライオンズ     | 辻発彦                 | 6                      | 北海道日本ハムファイターズ | 栗山英樹               | 5                      | 千葉ロッテマリーンズ   | 井口資仁               | 2                      | 東北楽天ゴールデンイーグルス | 石井一久               | 3                      |                        |                        |                        |                        |                        |                        |                        |                        |                        |
| 2022                   | オリックス・バファローズ   | 中嶋聡                 | 1                      | 福岡ソフトバンクホークス | 藤本博史               | 2                      | 埼玉西武ライオンズ     | 辻発彦                 | 3                      | 北海道日本ハムファイターズ | 新庄剛志               | 6                      | 千葉ロッテマリーンズ   | 井口資仁               | 5                      | 東北楽天ゴールデンイーグルス | 石井一久               | 4                      |                        |                        |                        |                        |                        |                        |                        |                        |                        |
| 2023                   | オリックス・バファローズ   | 中嶋聡                 | 1                      | 福岡ソフトバンクホークス | 藤本博史               | 3                      | 埼玉西武ライオンズ     | 松井稼頭央             | 5                      | 北海道日本ハムファイターズ | 新庄剛志               | 6                      | 千葉ロッテマリーンズ   | 吉井理人               | 2                      | 東北楽天ゴールデンイーグルス | 石井一久               | 4                      |                        |                        |                        |                        |                        |                        |                        |                        |                        |
| 2024                   | オリックス・バファローズ   | 中嶋聡                 | 5                      | 福岡ソフトバンクホークス | 小久保裕紀             | 1                      | 埼玉西武ライオンズ     | (途)→渡辺久信          | 6                      | 北海道日本ハムファイターズ | 新庄剛志               | 2                      | 千葉ロッテマリーンズ   | 吉井理人               | 3                      | 東北楽天ゴールデンイーグルス | 今江敏晃               | 4                      |                        |                        |                        |                        |                        |                        |                        |                        |                        |
| 2025                   | オリックス・バファローズ   | 岸田護                 |                        | 福岡ソフトバンクホークス | 小久保裕紀             |                        | 埼玉西武ライオンズ     | 西口文也               |                        | 北海道日本ハムファイターズ | 新庄剛志               |                        | 千葉ロッテマリーンズ   | 吉井理人               |                        | 東北楽天ゴールデンイーグルス | 三木肇(2)              |                        |                        |                        |                        |                        |                        |                        |                        |                        |                        |

## 日本プロ野球（NPB）

### セントラル・リーグ

#### 巨人
（東京巨人軍→読売ジャイアンツ）
1. 藤本定義（1936 - 1942）
2. 中島治康（1943）※選手兼任
3. 藤本英雄（1944、1946 - 1946途）※選手兼任
4. 中島治康（1946途 - 1947途）※選手兼任
5. 三原修（1947途 - 1949）
  - （中島治康）（1949途）※三原の出場停止処分に伴う一時的な代行、選手兼任
6. 水原茂（1950 - 1960）※1950年のみ選手兼任
  - （川上哲治）（1960途）※水原の出場停止処分に伴う一時的な代行[1]
7. 川上哲治（1961 - 1974）
8. 長嶋茂雄（1975 - 1980）
9. 藤田元司（1981 - 1983）
10. 王貞治（1984 - 1988）
11. 藤田元司（1989 - 1992）
12. 長嶋茂雄（1993 - 2001）
13. 原辰徳（2002 - 2003）
14. 堀内恒夫（2004 - 2005）
15. 原辰徳（2006 - 2015）
  - （川相昌弘）（2014途）※原の一時離脱（病気の親族の見舞い）に伴う一時的な代行
  - （川相昌弘）（2015途）※原の病気療養に伴う一時的な代行
16. 高橋由伸（2016 - 2018）
17. 原辰徳（2019 - 2023）
18. 阿部慎之助（2024 - ）

#### 阪神
（大阪タイガース→阪神軍→大阪タイガース→阪神タイガース）
1. 森茂雄（1936 - 1936途）
2. 石本秀一（1936途 - 1939）
3. 松木謙治郎（1940 - 1941）※選手兼任
4. 若林忠志（1942 - 1944）※選手兼任
5. 藤村富美男（1946）※選手兼任
6. 若林忠志（1947 - 1949）※選手兼任
7. 松木謙治郎（1950 - 1954）※1951年まで選手兼任
8. 岸一郎（1955 - 1955途）
9. 藤村富美男（1955途 - 1957）※1955年は監督代行、1956年まで選手兼任
10. 田中義雄（1958 - 1959）
11. 金田正泰（1960 - 1961途）
12. 藤本定義（1961途 - 1965）※1961年は監督代行
13. 杉下茂（1966 - 1966途）
14. 藤本定義（1966途 - 1968）
15. 後藤次男（1969）
16. 村山実（1970 - 1972途）※選手兼任
17. 金田正泰（1972途 - 1974）※1972年は監督代行
18. 吉田義男（1975 - 1977）
19. 後藤次男（1978）
20. ドン・ブレイザー（1979 - 1980途）
21. 中西太（1980途 - 1981）
22. 安藤統男（1982 - 1984）
  - （佐藤孝夫）（1984途）※安藤の病気療養に伴う一時的な代行
23. 吉田義男（1985 - 1987）
24. 村山実（1988 - 1989）
25. 中村勝広（1990 - 1995途）
26. 藤田平（1995途 - 1996途）※1995年は監督代行
  - （柴田猛）（1996途 - 終了）
27. 吉田義男（1997 - 1998）
28. 野村克也（1999 - 2001）
29. 星野仙一（2002 - 2003）
30. 岡田彰布（2004 - 2008）
31. 真弓明信（2009 - 2011）
32. 和田豊（2012 - 2015）
33. 金本知憲（2016 - 2018）
34. 矢野燿大（2019 - 2022）
35. 岡田彰布（2023 - 2024）
36. 藤川球児（2025 - ）

#### 中日
（名古屋軍→産業軍→中部日本軍→中日ドラゴンズ→名古屋ドラゴンズ→中日ドラゴンズ）
1. 池田豊（1936）
2. 桝嘉一（1937）※選手兼任
3. 根本行都（1938 - 1939途）
4. 小西得郎（1939途 - 1941途）
5. 本田親喜（1941途 - 1942）※選手兼任
6. 桝嘉一（1943）※選手兼任
7. 三宅大輔（1944）
8. 竹内愛一（1946 - 1946途）
9. 杉浦清（1946途 - 1948）
10. 天知俊一（1949 - 1951）
11. 坪内道典（1952 - 1953）
12. 天知俊一（1954）
13. 野口明（1955 - 1956）
14. 天知俊一（1957 - 1958）
15. 杉下茂（1959 - 1960）
16. 濃人貴実（1961 - 1962）
17. 杉浦清（1963 - 1964途）
18. 西沢道夫（1964途 - 1967）※1964年は監督代行
  - （近藤貞雄）（1967途）※西沢の病気療養に伴う一時的な代行
19. 杉下茂（1968 - 1968途）
  - （本多逸郎）（1968途 - 終了）
20. 水原茂（1969 - 1971）
21. 与那嶺要（1972 - 1977）
22. 中利夫（1978 - 1980）
23. 近藤貞雄（1981 - 1983）
24. 山内一弘（1984 - 1986途）
  - （高木守道）（1986途 - 終了）
25. 星野仙一（1987 - 1991）
26. 高木守道（1992 - 1995途）
  - （徳武定祐）（1995途 - 途）
  - （島野育夫）（1995途 - 終了）
27. 星野仙一（1996 - 2001）
  - （島野育夫）（2000途）※星野の出場停止処分に伴う一時的な代行
28. 山田久志（2002 - 2003途）
  - （佐々木恭介）（2003途 - 終了）
29. 落合博満（2004 - 2011）
30. 高木守道（2012 - 2013）
31. 谷繁元信（2014 - 2016途）※2015年まで選手兼任
  - （森繁和）（2016途）※谷繁の病気療養に伴う一時的な代行
32. 森繁和（2016途 - 2018）※2016年は監督代行
33. 与田剛（2019 - 2021）
34. 立浪和義（2022 - 2024）
35. 井上一樹（2025 - ）

#### DeNA
（大洋ホエールズ→大洋松竹ロビンス→大洋ホエールズ→横浜大洋ホエールズ→横浜ベイスターズ→横浜DeNAベイスターズ）
1. 渡辺大陸（1950）
2. 中島治康（1951 - 1951途）
3. 有馬義一（1951途 - 終了）
4. 小西得郎（1952 - 1953）
5. 永沢武夫（1954）
6. 藤井勇（1955）※選手兼任
7. 迫畑正巳（1956 - 1958）
8. 森茂雄（1959）
9. 三原脩（1960 - 1967途）
  - （宮崎剛）（1966途）※三原の病気療養に伴う一時的な代行
10. 別当薫（1967途 - 1972途）※1967年は監督代行
  - （青田昇）（1972途 - 途）
  - （宮崎剛）（1972途 - 終了）
11. 青田昇（1973）
12. 宮崎剛（1974）
13. 秋山登（1975 - 1976）※1977年は二軍監督
14. 別当薫（1977 - 1979）
15. 土井淳（1980 - 1981途）
  - （山根俊英）（1981途 - 終了）
16. 関根潤三（1982 - 1984）
17. 近藤貞雄（1985 - 1986）
18. 古葉竹識（1987 - 1989）
19. 須藤豊（1990 - 1992途）
20. 江尻亮（1992途 - 終了）※就任当初は監督代行
21. 近藤昭仁（1993 - 1995）
22. 大矢明彦（1996 - 1997）
23. 権藤博（1998 - 2000）
24. 森祇晶（2001 - 2002途）
  - （黒江透修）（2002途 - 終了）
25. 山下大輔（2003 - 2004）
26. 牛島和彦（2005 - 2006）
27. 大矢明彦（2007 - 2009途）
  - （田代富雄）（2009途 - 終了）
28. 尾花高夫（2010 - 2011）
29. 中畑清（2012 - 2015）
30. アレックス・ラミレス（2016 - 2020）
31. 三浦大輔（2021 - ）

#### 広島
（広島カープ→広島東洋カープ）
1. 石本秀一（1950 - 1953途）
2. 白石勝巳（1953途 - 1960）※1956年まで選手兼任
3. 門前眞佐人（1961 - 1962）
4. 白石勝巳（1963 - 1965途）
5. 長谷川良平（1965途 - 1967）※1965年は監督代行
6. 根本陸夫（1968 - 1972途）
  - （森永勝也）（1972途 - 終了）
7. 別当薫（1973）
8. 森永勝也（1974）
9. ジョー・ルーツ（1975 - 1975途）
  - （野崎泰一）（1975途）※ルーツの退任に伴う一時的な代行
10. 古葉竹識（1975途 - 1985）
11. 阿南準郎（1986 - 1988）
12. 山本浩二（1989 - 1993）
13. 三村敏之（1994 - 1998）
14. 達川晃豊（1999 - 2000）
15. 山本浩二（2001 - 2005）
16. マーティ・ブラウン（2006 - 2009）
  - （ジェフ・リブジー）（2008途）※ブラウンの一時帰国に伴う一時的な代行
17. 野村謙二郎（2010 - 2014）
  - （高信二）（2011途）※野村の出場停止処分に伴う一時的な代行
18. 緒方孝市（2015 - 2019）
  - （高信二）（2019途）※緒方の一時離脱（親族の葬式への参加）に伴う一時的な代行
19. 佐々岡真司（2020 - 2022）
  - （河田雄祐）（2022年途）※佐々岡の病気療養に伴う一時的な代行
20. 新井貴浩（2023 - ）

#### ヤクルト
（国鉄スワローズ→サンケイスワローズ→サンケイアトムズ→アトムズ→ヤクルトアトムズ→ヤクルトスワローズ→東京ヤクルトスワローズ）
1. 西垣徳雄（1950 - 1953）
2. 藤田宗一（1954 - 1955）
3. 宇野光雄（1956 - 1960）※1956年のみ選手兼任
4. 砂押邦信（1961 - 1962）
5. 浜崎真二（1963）
6. 林義一（1964 - 1965途）
  - （砂押邦信）（1965途 - 終了）
7. 飯田徳治（1966 - 1967）
  - （中原宏）（1967途）※飯田の休養に伴う一時的な代行
8. 別所毅彦（1968 - 1970途）
  - （小川善治）（1970途 - 終了）
9. 三原脩（1971 - 1973）
10. 荒川博（1974 - 1976途）
11. 広岡達朗（1976途 - 1979途）
  - （佐藤孝夫）（1979途 - 終了）
12. 武上四郎（1980 - 1984途）
  - （中西太）（1984途 - 途）
13. 土橋正幸（1984途 - 1986）※1984年は監督代行
14. 関根潤三（1987 - 1989）
15. 野村克也（1990 - 1998）
16. 若松勉（1999 - 2005）
17. 古田敦也（2006 - 2007）※選手兼任
18. 高田繁（2008 - 2010途）
19. 小川淳司（2010途 - 2014）※2010年は監督代行
20. 真中満（2015 - 2017）
21. 小川淳司（2018 - 2019）
22. 高津臣吾（2020 - ）
  - （松元ユウイチ）（2022途）※高津の病気療養に伴う一時的な代行

### パシフィック・リーグ

#### オリックス
（阪急軍→阪急ベアーズ→阪急ブレーブス→オリックス・ブレーブス→オリックス・ブルーウェーブ→オリックス・バファローズ）
1. 三宅大輔（1936 - 1937秋途）
2. 村上実（1937秋途 - 終了）
3. 山下実（1938 - 1939途）※選手兼任
4. 村上実（1939途 - 終了）
5. 山下実（1940 - 1940途）※選手兼任
6. 井野川利春（1940途 - 1942）※選手兼任
7. 西村正夫（1943 - 1944、1946 - 1947途）※選手兼任
8. 浜崎真二（1947途 - 1953）※1950年まで選手兼任
9. 西村正夫（1954 - 1956）
10. 藤本定義（1957 - 1959途）
11. 戸倉勝城（1959途 - 1962）
12. 西本幸雄（1963 - 1973）
13. 上田利治（1974 - 1978）
  - （中田昌宏）（1978途）※上田の病気療養に伴う一時的な代行
  - （西村正夫）（1978途）※上田の病気療養に伴う一時的な代行
14. 梶本隆夫（1979 - 1980）
15. 上田利治（1981 - 1990）
16. 土井正三（1991 - 1993）
17. 仰木彬（1994 - 2001）
18. 石毛宏典（2002 - 2003途）
19. レオン・リー（2003途 - 終了）
20. 伊原春樹（2004）
21. 仰木彬（2005）
22. 中村勝広（2006）
23. テリー・コリンズ（2007 - 2008途）
24. 大石大二郎（2008途 - 2009）※就任当初は監督代行
25. 岡田彰布（2010 - 2012途）
26. 森脇浩司（2012途 - 2015途）※2012年は監督代行
27. 福良淳一（2015途 - 2018）※2015年は監督代行
28. 西村徳文（2019 - 2020途）
29. 中嶋聡（2020途 - 2024）※2020年は監督代行
  - （水本勝己）（2022途）※中嶋の病気療養に伴う一時的な代行
  - （水本勝己）（2023途）※中嶋の病気療養に伴う一時的な代行
30. 岸田護（2025 - ）

#### ソフトバンク
（南海軍→近畿日本軍→グレートリング→南海ホークス→福岡ダイエーホークス→福岡ソフトバンクホークス）
1. 高須一雄（1938秋 - 1940）
2. 三谷八郎（1941 - 1942途）
  - （岩本義行）（1942途 - 途）※選手兼任
  - （加藤喜作）（1942途 - 終了）
3. 高田勝生（1943 - 1943途）
4. 加藤喜作（1943途 - 1944）※1943年は監督代行
5. 鶴岡一人（1946 - 1968）※1952年まで選手兼任
  - （蔭山和夫）（1962途）※鶴岡の休養に伴う一時的な代行
  - 蔭山和夫（1966）※就任直後に急死し、鶴岡が監督復帰
6. 飯田徳治（1969）
7. 野村克也（1970 - 1977途）※選手兼任
  - （穴吹義雄）（1977途 - 終了）
8. 広瀬叔功（1978 - 1980）
9. ドン・ブレイザー（1981 - 1982）
10. 穴吹義雄（1983 - 1985）
11. 杉浦忠（1986 - 1989）
12. 田淵幸一（1990 - 1992）
13. 根本陸夫（1993 - 1994）
14. 王貞治（1995 - 2008）
  - （森脇浩司）（2006途 - 終了）※王の病気療養に伴う一時的な代行
  - （秋山幸二）（2008途）※王の病気療養に伴う一時的な代行
15. 秋山幸二（2009 - 2014）
16. 工藤公康（2015 - 2021）
17. 藤本博史（2022 - 2023）
  - （森浩之）（2023途）※藤本の一時離脱（親族の葬式への参加）に伴う一時的な代行
18. 小久保裕紀（2024 - ）

#### 日本ハム
（セネタース→東急フライヤーズ→急映フライヤーズ→東急フライヤーズ→東映フライヤーズ→日拓ホームフライヤーズ→日本ハムファイターズ→北海道日本ハムファイターズ）
1. 横沢三郎（1946）
2. 苅田久徳（1947 - 1948途）※選手兼任
  - （皆川定之）（1948途 - 終了）
3. 井野川利春（1949）※選手兼任
4. 安藤忍（1950 - 1951）
5. 井野川利春（1952 - 1954）
6. 保井浩一（1955）
7. 岩本義行（1956 - 1960途）※1957年まで選手兼任
  - （保井浩一）（1960途 - 終了）
8. 水原茂（1961 - 1967）
9. 大下弘（1968 - 1968途）
  - （飯島滋弥）（1968途 - 終了）
10. 松木謙治郎（1969 - 1970途）
  - （神谷定男）（1969途）※松木の病気療養に伴う一時的な代行
11. 田宮謙次郎（1970途 - 1973年途）
12. 土橋正幸（1973年途 - 終了）
13. 中西太（1974 - 1975）
14. 大沢啓二（1976 - 1983）
15. 植村義信（1984 - 1984途）
  - （矢頭高雄）（1984途）※植村の退任に伴う一時的な代行
16. 大沢啓二（1984途 - 終了）
17. 高田繁（1985 - 1988）
18. 近藤貞雄（1989 - 1991）
19. 土橋正幸（1992）
20. 大沢啓二（1993 - 1994）
21. 上田利治（1995 - 1999）
  - （住友平）（1996途）※上田の休養に伴う一時的な代行
  - （住友平）（1999途）※上田の出場停止処分に伴う一時的な代行
22. 大島康徳（2000 - 2002）
  - （高代延博）（2002途）※大島の出場停止処分に伴う一時的な代行
23. トレイ・ヒルマン（2003 - 2007）
  - （白井一幸）（2005途）※ヒルマンの一時帰国に伴う一時的な代行
24. 梨田昌孝（2008 - 2011）
25. 栗山英樹（2012 - 2021）
26. 新庄剛志（2022 - ）
  - （山田勝彦）（2022途）※新庄の病気療養に伴う一時的な代行
  - （木田優夫）（2022途）※山田の病気療養に伴う一時的な代行

#### ロッテ
（毎日オリオンズ→毎日大映オリオンズ→東京オリオンズ→ロッテオリオンズ→千葉ロッテマリーンズ）
1. 湯浅禎夫（1950 - 1952途）※1950年のみ選手兼任
  - （別当薫）（1952途 - 終了）※選手兼任
2. 若林忠志（1953）※選手兼任
3. 別当薫（1954 - 1959）※1957年まで選手兼任
4. 西本幸雄（1960）
5. 宇野光雄（1961 - 1962）
6. 本堂安次（1963 - 1965）
7. 田丸仁（1966）
8. 戸倉勝城（1967 - 1967途）
9. 濃人渉（1967途 - 1971途）※1967年は監督代行
10. 大沢啓二（1971途 - 1972）
11. 金田正一（1973 - 1978）
  - （高木公男）（1975途）※金田の病気療養に伴う一時的な代行
12. 山内一弘（1979 - 1981）
13. 山本一義（1982 - 1983）
14. 稲尾和久（1984 - 1986）
15. 有藤道世（1987 - 1989）
16. 金田正一（1990 - 1991）
  - （徳武定之）（1990途）※金田の出場停止処分に伴う一時的な代行
17. 八木沢荘六（1992 - 1994途）
  - （中西太）（1994途 - 終了）
18. ボビー・バレンタイン（1995）
19. 江尻亮（1996）
  - （江藤省三）（1996途）※江尻の病気療養に伴う一時的な代行
20. 近藤昭仁（1997 - 1998）
21. 山本功児（1999 - 2003）
22. ボビー・バレンタイン（2004 - 2009）
  - （西村徳文）（2004途）※バレンタインの一時帰国に伴う一時的な代行
23. 西村徳文（2010 - 2012）
24. 伊東勤（2013 - 2017）
25. 井口資仁（2018 - 2022）
26. 吉井理人（2023 - ）

#### 西武
（西鉄クリッパース→西鉄ライオンズ→太平洋クラブライオンズ→クラウンライターライオンズ→西武ライオンズ→埼玉西武ライオンズ）
1. 宮崎要（1950）※選手兼任
2. 三原脩（1951 - 1959）
3. 川崎徳次（1960 - 1961）
4. 中西太（1962 - 1969途）※選手兼任
  - （深見安博）（1965途）※中西の病気療養に伴う一時的な代行
  - （鬼頭政一）（1969途 - 終了）
5. 稲尾和久（1970 - 1974）
6. 江藤慎一（1975）※選手兼任
7. 鬼頭政一（1976 - 1977）
8. 根本陸夫（1978 - 1981）
9. 広岡達朗（1982 - 1985）
  - （黒江透修）（1985途）※広岡の病気療養に伴う一時的な代行
10. 森祇晶（1986 - 1994）
11. 東尾修（1995 - 2001）
  - （須藤豊）（1997途）※東尾の出場停止処分に伴う一時的な代行
12. 伊原春樹（2002 - 2003）
13. 伊東勤（2004 - 2007）
14. 渡辺久信（2008 - 2013）
15. 伊原春樹（2014 - 2014途）
16. 田辺徳雄（2014途 - 2016）※2014年は監督代行
17. 辻発彦（2017 - 2022）
18. 松井稼頭央（2023 - 2024途）
  - （渡辺久信）（2024途 - 終了）
19. 西口文也（2025 - ）

#### 楽天
（東北楽天ゴールデンイーグルス）
1. 田尾安志（2005）
2. 野村克也（2006 - 2009）
3. マーティ・ブラウン（2010）
4. 星野仙一（2011 - 2014）
  - （佐藤義則）（2014途）※星野の病気療養に伴う一時的な代行
  - （大久保博元）（2014途）※星野の病気療養に伴う一時的な代行
5. 大久保博元（2015）
6. 梨田昌孝（2016 - 2018途）
7. 平石洋介（2018途 - 2019）※2018年は監督代行
8. 三木肇（2020）
9. 石井一久（2021 - 2023）
  - （真喜志康永）（2022途）※石井の病気療養に伴う一時的な代行
10. 今江敏晃（2024）
11. 三木肇（2025 - ）

## 二軍

### イースタン・リーグ

#### 楽天（二軍）
（東北楽天ゴールデンイーグルス）
- 松井優典（2005 - 2005途）
- 山下大輔（2005途 - 終了）
- 松井優典（2006 - 2009）
- 仁村徹（2010）
  - （広橋公寿）（2010途）※仁村徹の病気療養に伴う一時的な代行
- 仁村薫（2011）
- 仁村徹（2012）
- 大久保博元（2013 - 2014）
  - （酒井勉）（2014途）※大久保の一軍監督代行就任に伴う一時的な代行
- 酒井勉（2015）
- 平石洋介（2016 - 2017）
- 池山隆寛（2018）
- 三木肇（2019）
- 奈良原浩（2020）
- 三木肇（2021 - 2024）
  - （田中雅彦）（2023途）※三木の病気療養に伴う一時的な代行
  - （田中雅彦）（2024途）※三木の病気療養に伴う一時的な代行
- 渡辺直人（2025 - ）

#### ロッテ（二軍）
（毎日グリッターユニオンズ→毎日大映オリオンズ→東京オリオンズ→ロッテオリオンズ→千葉ロッテマリーンズ）
- 山田潔（1961）
- 本堂保次（1962）
- 田中義雄（1963 - 1964）
- 田丸仁（1965）
- 濃人渉（1966）
- 坂本文次郎（1967 - 1968）
- 大沢啓二（1969 - 1971途）
- 濃人渉（1971途 - 終了）
- 坪内道典（1972）
- 高木公男（1973）
- 田丸仁（1974）
- 高木公男（1975）
- 醍醐猛夫（1976）
- 高木公男（1977 - 1982）
- 土居章助（1983）
- 徳武定之（1984 - 1988）
- 木樽正明（1989 - 1990）
- 醍醐猛夫（1991 - 1994）
- レン・サカタ（1995）
- 黒江透修（1996）
- 山本功児（1997 - 1998）
- 平野謙（1999 - 2001）
- 醍醐猛男（2002）
- 佐々木信行（2003）
- 古賀英彦（2004 - 2007）
- レン・サカタ（2008 - 2009）
- 高橋慶彦（2010 - 2011）
- 青山道雄（2012 - 2015）
- 山下徳人（2016）
- 福澤洋一（2017）
- 今岡真訪（2018 - 2020）
- 鳥越裕介（2021 - 2022）
  - （堀幸一）（2022途）※鳥越の病気療養に伴う一時的な代行
- サブロー（2023 - 2025途）
- 福浦和也（2025途 - ）

#### ヤクルト（二軍）
（国鉄スワローズ→国鉄フレッシュスワローズ→国鉄スワローズ→サンケイスワローズ→サンケイアトムズ→アトムズ→ヤクルトアトムズ→ヤクルトスワローズ→東京ヤクルトスワローズ）
- 田口周（1968 - 1975）
- 小森光生（1976 - 1981）
- 内藤博文（1982 - 1982途）
- 小川善治（1982途 - 終了）
- 内藤博文（1983 - 1986）
- 根来広光（1987 - 1988）
- 福富邦夫（1989 - 1993）
- 松井優典（1994）
- 若松勉（1995 - 1996）
- 八重樫幸雄（1997 - 1998）
- 小川淳司（1999 - 2007）
- 猿渡寛茂（2008 - 2010）
- 真中満（2011 - 2013）
- 伊東昭光（2014 - 2015）
- 宮本賢治（2016）
- 高津臣吾（2017 - 2019）
- 池山隆寛（2020 - ）
  - （城石憲之）（2024途）※池山の病気療養に伴う一時的な代行

#### 西武（二軍）
（西鉄ライオンズ→太平洋クラブライオンズ→クラウンライターライオンズ→西武ライオンズ→インボイス→グッドウィル→埼玉西武ライオンズ）
- 武末悉昌（1970 - 1971）
- 鬼頭政一（1972）
- 江田孝（1973）
- 和田博実（1974 - 1977）
- 岡田悦哉（1978 - 1984）
- 日野茂（1985 - 1986）
- 和田博実（1987 - 1992）
- 広野功（1993）
- 黒江透修（1994）
- 片平晋作（1995 - 1997）
- 鈴木葉留彦（1998 - 1999）
- 大石友好（2000）
- 鈴木葉留彦（2001 - 2003）
- 石井浩郎（2004）
- 渡辺久信（2005 - 2007）
- 片平晋作（2008 - 2009）
- 行澤久隆（2010 - 2012）
- 潮崎哲也（2013 - 2015）
- 横田久則（2016）
- 潮崎哲也（2017 - 2018）
- 松井稼頭央（2019 - 2021）
- 西口文也（2022 - 2024）
  - （小関竜也）（2022途）※西口の病気療養に伴う一時的な代行
- 小関竜也（2025 - ）

#### 日本ハム（二軍）
（急映チックフライヤーズ→東急チックフライヤーズ→東映チックフライヤーズ→東映フライヤーズ→日拓ホームフライヤーズ→日本ハムファイターズ→北海道日本ハムファイターズ）
- 赤根谷飛雄太郎（1948）
- 浅原直人（1956）
- 藤村富美男（1967 - 1968）
- 飯島滋弥（1969）
- 高木公男（1970）
- 杉山悟（1971）
- 土橋正幸（1972 - 1973途）
- 杉山悟（1974）
- 岩本尭（1975）
- 岩下光一（1976）
- 福田昌久（1977 - 1978）
- 岩下光一（1979 - 1983）
- 種茂雅之（1984 - 1988）
- 安藤順三（1989 - 1990）
- 近藤和彦（1991 - 1992）
- 種茂雅之（1993 - 1995）
- 佐野嘉幸（1996 - 2000）
- 白井一幸（2001 - 2002）
- 岡本哲司（2003 - 2006）
- 福良淳一（2007）
- 水上善雄（2008 - 2009）
- 五十嵐信一（2010 - 2012）
- 西俊児（2013 - 2014）
- 田中幸雄（2015 - 2017）
- 荒木大輔（2018 - 2020）
- 原田豊（2021）
- 木田優夫（2022 - 2023）
  - （渡辺浩司）（2022途）※木田の一軍監督代行就任に伴う一時的な代行
- 稲葉篤紀（2024 - ）
  - （清水雅治）（2024途）※稲葉の病気療養に伴う一時的な代行

#### 巨人（二軍）
（読売ジュニアジャイアンツ→読売ジャイアンツ）
- 内堀保（1952 - 1954）
- 新田恭一（1955）
- 内堀保（1956）
- 新田恭一（1957）
- 千葉茂（1958）
- 武宮敏明（1959）
- 内堀保（1961）
- 中尾碩志（1962 - 1970）
- 白石勝巳（1971）
- 中尾碩志（1972 - 1973）
- 国松彰（1974 - 1975）
- 関根潤三（1976）
- 岩本尭（1977 - 1980）
- 国松彰（1981 - 1985）
- 須藤豊（1986 - 1989）
- 町田行彦（1990 - 1991）
- 末次利光（1992 - 1994）
- 松本匡史（1995 - 1997）
- 高田繁（1998 - 2001）
- 淡口憲治（2002 - 2003）
- 高橋一三（2004 - 2005）
- 吉村禎章（2006 - 2008）
- 岡崎郁（2009 - 2010）
- 川相昌弘（2011 - 2012）
- 岡崎郁（2013 - 2015）
- 斎藤雅樹（2016 - 2017途）
- 内田順三（2017途 - 終了）
- 川相昌弘（2018）
- 高田誠（2019）
- 阿部慎之助（2020 - 2021）
  - （村田修一）（2020途）※阿部の一軍ヘッドコーチ代行就任（元木大介の病気療養に伴う）に伴う一時的な代行
  - （二岡智宏）（2021途）※阿部の一軍作戦コーチへの配置転換に伴う一時的な代行
- 二岡智宏（2022 - 2023）
  - （小笠原道大）（2022途）※二岡の病気療養に伴う一時的な代行
  - （安藤強）（2023途）※二岡の病気療養に伴う一時的な代行
- 桑田真澄（2024 - ）

#### DeNA（二軍）
（大洋ホエールズ→大洋松竹ロビンス→洋松ジュニアロビンス→大洋ジュニアホエールズ→大洋ホエールズ→横浜大洋ホエールズ→横浜ベイスターズ→湘南シーレックス→横浜ベイスターズ→横浜DeNAベイスターズ）
- 保井浩一（1961 - 1962）
- 宮崎剛（1963 - 1965）
- 沖山光利（1966）
- 宮崎剛（1967）
- 藤井勇（1968 - 1969）
- 山田潔（1970 - 1971）
- 宮崎剛（1972）
- 土井淳（1973 - 1974）
- 引地信之（1975 - 1976）
- 秋山登（1977）
- 引地信之（1978 - 1979）
- 須藤豊（1980 - 1981）
- 山根俊英（1982 - 1984）
- 江尻亮（1985 - 1986）
- 前田益穂（1987 - 1988）
- 中塚政幸（1989 - 1992）
- 米田慶三郎（1993 - 1996）
- 竹之内雅史（1997 - 1998）
- 日野茂（1999 - 2003途）
- 江藤省三（2003途 - 終了）
- 岩井隆之（2004 - 2006）
- 田代富雄（2007 - 2010）
  - （高木由一）（2009途 - 終了）※田代の一軍監督代行就任による代行
- 白井一幸（2011）
- 山下大輔（2012 - 2013）
- 大村巌（2014）
- 山下大輔（2015）
- 二宮至（2016 - 2017）
- 万永貴司（2018 - 2019）
- 三浦大輔（2020）
- 仁志敏久（2021 - 2023）
- 青山道雄（2024）
  - （鶴岡一成）（2024途）※青山の病気療養に伴う一時的な代行
- 桑原義行（2025 - ）

#### オイシックス
（新潟アルビレックス・ベースボール・クラブ→オイシックス新潟アルビレックス・ベースボール・クラブ）
※ベースボール・チャレンジ・リーグ時代を含む。
- 後藤孝志（2007）
- 芦沢真矢（2008 - 2010）
- 橋上秀樹（2011）
- 高津臣吾（2012）※選手兼任
- ギャオス内藤（2013 - 2014）
- 赤堀元之（2015 - 2016）
- 加藤博人（2017 - 2018）
- 清水章夫（2019 - 2020）
- 橋上秀樹（2021 - 2024）
  - （野間口貴彦）（2022途）※橋上の病気療養に伴う一時的な代行
- 武田勝（2025 - ）

### ウエスタン・リーグ

#### 中日（二軍）
（名古屋ドラゴンズ→名古屋ダイヤモンズ→中日ドラゴンズ）
- 宮坂達雄（1951 - 1955）
- 近藤貞雄（1956 - 1958）
- 宮坂達雄（1959）
- 濃人渉（1960）
- 井戸大樹（1961 - 1962）
- 杉山悟（1963 - 1966）
- 坪内道典（1967）
- 本多逸郎（1968 - 1972）
- 村野力男（1973 - 1975）
- 森下整鎮（1976）
- 服部受弘（1977）
- 井上登（1978）
- 杉山悟（1979 - 1980）
- 井手峻（1981）
- 法元英明（1982 - 1983）
- 高木守道（1984 - 1985）
- 井手峻（1986）
- 岡田英津也（1987 - 1989）
- 福田功（1990 - 1992）
- 島谷金二（1993 - 1994）
- 島野育夫（1995）
- 正岡真二（1996 - 1997）
- 仁村徹（1998 - 2001途）
- 大橋穣（2001途 - 2003）
- 佐藤道郎（2004 - 2006）
- 辻発彦（2007 - 2009）
- 川相昌弘（2010）
- 井上一樹（2011）
- 鈴木孝政（2012 - 2013）
- 佐伯貴弘（2014 - 2015）
- 小笠原道大（2016 - 2019）
- 仁村徹（2020 - 2021）
- 片岡篤史（2022 - 2023）
- 井上一樹（2024）
- 落合英二（2025 - ）

#### オリックス（二軍）
（阪急ブレーブス→オリックス・ブレーブス→オリックス・ブルーウェーブ→サーパス神戸→サーパス→オリックス・バファローズ）
- 片岡博国（1963 - 1971）
- 中田昌宏（1972 - 1973）
- 西村正夫（1974 - 1980）
- 中田昌宏（1981 - 1988）
- 住友平（1989）
- 福本豊（1990 - 1991）
- 根来広光（1992 - 1997）
- 弓岡敬二郎（1998 - 1999）
- 新井宏昌（2000 - 2001）
- 中尾孝義（2002）
- 中沢伸二（2003 - 2003途）
- 加藤英司（2003途 - 2005）
- 大石大二郎（2006）
- 住友平（2007 - 2008途）
- 古屋英夫（2008途 - 2009）
- 新井宏昌（2010 - 2012）
- 弓岡敬二郎（2013）
- 岡本哲司（2014 - 2015）
- 田口壮（2016 - 2018）
- 中嶋聡（2019 - 2020途）
- 小林宏（2020途 - 2024）※2020年は監督代行（中嶋の一軍監督代行就任に伴う代行）
  - （風岡尚幸）（2023途）※小林の病気療養に伴う一時的な代行
- 波留敏夫（2025 - ）

#### 阪神（二軍）
（大阪タイガース→阪神ジャガーズ→阪神タイガース）
- 森田忠勇（1950 - 1952）
- 御園生崇男（1953 - 1954）
- 河西俊雄（1955 - 1956）
- 御園生崇男（1957）
- 金田正泰（1958 - 1959途）
- 後藤次男（1959途 - 終了）
- 塚本博睦（1960 - 1961）
- 小柴重吉（1962 - 1963）
- 白坂長栄（1964 - 1965）
- 岩本章良（1966 - 1969）
- 三宅培司（1970）
- 白坂長栄（1971 - 1974）
- 藤村隆男（1975）
- 西山和良（1976）
- 安藤統男（1977）
- 藤村隆男（1978 - 1980）
- 安藤統男（1981）
- 谷本稔（1982）
- 中村勝広（1983 - 1987）
- 河野旭輝（1988）
- 藤井栄治（1989）
- 石井晶（1990 - 1991）
- 河野旭輝（1992 - 1994）
- 藤田平（1995 - 1995途）
- 野田征稔（1995途 - 1996）※95年は監督代行（藤田の一軍監督代行就任に伴う代行）
- 和田博実（1997 - 1998）
- 岡田彰布（1999 - 2002）
- 木戸克彦（2003 - 2005）
- 島野育夫（2006）
  - （立石充男）（2006途）※島野の病気療養に伴う一時的な代行
- 平田勝男（2007 - 2010）
- 吉竹春樹（2011 - 2012）
- 平田勝男（2013 - 2014）
- 古屋英夫（2015）
- 掛布雅之（2016 - 2017）
- 矢野燿大（2018）
- 平田勝男（2019 - 2022）
  - （野村克則）（2022途）※平田の病気療養に伴う一時的な代行
- 和田豊（2023 - 2024）
- 平田勝男（2025 - ）

#### 広島（二軍）
（広島カープ→広島グリーンズ→広島カープグリナーズ→広島カープ→広島東洋カープ）
- 野崎泰一（1955 - 1958）
- 門前眞佐人（1959 - 1960）
- 藤村隆男（1961 - 1962）
- 備前喜夫（1963 - 1964途）
- 藤村隆男（1964途 - 1965途）
- 平山智（1965途 - 終了）
- 藤村隆男（1966）
- 米山光男（1967）
- 深見安博（1968 - 1969）
- 岡田悦哉（1970）
- 野崎泰一（1971 - 1972）
- 森永勝也（1973）
- 備前喜夫（1974）
- 木下強三（1975 - 1976）
- 野崎泰一（1977 - 1979途）
- 備前喜夫（1979途 - 1981）
- 阿南準郎（1982 - 1983）
- 藤井博（1984 - 1988）
- 中登志雄（1989 - 1990）
- 三村敏之（1991 - 1993）
- 安仁屋宗八（1994 - 1997）
- 達川光男（1998）
- 山崎隆造（1999 - 2000）
- 木下富雄（2001 - 2005）
- 山崎立翔（2006 - 2011）
- 内田順三（2012 - 2014）
- 高信二（2015）
- 水本勝己（2016 - 2020）
  - （東出輝裕）（2020途）※水本のチーム離脱（親族への葬式の参加）に伴う一時的な代行
- 高信二（2021 - ）
  - （東出輝裕）（2021途）※高の怪我の療養に伴う一時的な代行

#### ソフトバンク（二軍）
（南海ホークス→福岡ダイエーホークス→福岡ソフトバンクホークス）
- 柚木進（1962 - 1968）
- 岡本伊三美（1969 - 1972）
- 穴吹義雄（1973 - 1982）
- 小池兼司（1983 - 1985）
- 鈴木孝雄（1986）
- 柴田猛（1987 - 1988）
- 藤原満（1989 - 1990）
- 柴田猛（1991 - 1992）
- 有本義明（1993 - 1995）
- 古賀英彦（1996）
- 寺岡孝（1997）
- 石毛宏典（1998）
- 古賀英彦（1999 - 2000）
- 定岡智秋（2001 - 2002）
- 森脇浩司（2003 - 2004）
- 秋山幸二（2005 - 2006）
- 石渡茂（2007 - 2008）
- 鳥越裕介（2009 - 2010）
- 小川一夫（2011 - 2013）
- 石渡茂（2014）
- 水上善雄（2015 - 2017）
- 小川一夫（2018 - 2020）
- 藤本博史（2021）
- 小久保裕紀（2022 - 2023）
- 松山秀明（2024 - ）

#### くふうハヤテ
（くふうハヤテベンチャーズ静岡）
- 赤堀元之（2024 - ）

## 三軍
※チームとして対外試合を行っていない三軍（広島など）は含めていない。

### ロッテ（三軍）
（千葉ロッテマリーンズ）
- 新井昌則（1995）

### ソフトバンク（三軍）
（福岡ソフトバンクホークス）
- 小川史（2011 - 2013）
- 水上善雄（2014）
- 小川史（2015）
- 石渡茂（2016）
- 佐々木誠（2017）
- 関川浩一（2018）
- 藤本博史（2019 - 2020）
- 森浩之（2021）
- 小川史（2022）
- 森山良二（2023）
- 小川史（2024）
- 斉藤和巳（2025 - ）

### 巨人（三軍）
（読売ジャイアンツ）
- 川相昌弘（2016 - 2017）
- 江藤智（2018）
- 井上真二（2019 - 2020途）
- 二岡智宏（2020途 - 2021）
- 駒田徳広（2022 - ）

### 西武（三軍）
（埼玉西武ライオンズ）

※コーチ登録上は「監督」ではないが、試合では監督扱いでベンチ入りしている。
- 小関竜也（2023 - 2024）
  - 大島裕行（2024）※試合によって担当
- 青木勇人（2025 - ）

## 四軍

### ソフトバンク（四軍）
- 小川史（2023）
- 斉藤和巳（2024）
- 大越基（2025 - ）

## 日本独立リーグ野球機構

### 四国アイランドリーグplus

#### 愛媛
（愛媛マンダリンパイレーツ）
- 西田真二（2005）
- 沖泰司（2006 - 2010）
- 星野おさむ（2011 - 2013）
- 弓岡敬二郎（2014 - 2016）
- 河原純一（2017 - 2021）
- 弓岡敬二郎（2022 - ）

#### 香川
（香川オリーブガイナーズ）
- 芦沢真矢（2005 - 2006）
- 西田真二（2007 - 2019）
- 近藤智勝（2020 - 2023）
- 岡本克道（2024）
- 熊野輝光（2025 - ）

#### 徳島
（徳島インディゴソックス）
- 小野和幸（2005 - 2006）
- 白石静生（2007 - 2008途）
- 森山一人（2008途 - 終了）※監督代行
- 堀江賢治（2009 - 2010）
- 斉藤浩行（2011）
- 島田直也（2012 - 2014）
- 中島輝士（2015 - 2016）
- 養父鐵（2017）
- 石井貴（2018）
- 牧野塁（2019）
- 吉田篤史（2020 - 2021）
- 岡本哲司（2022 - ）

#### 高知
（高知ファイティングドッグス）
- 藤城和明（2005 - 2007）
- 定岡智秋（2008 - 2013）
- 弘田澄男（2014 - 2015）
- 駒田徳広（2016 - 2019）
- 吉田豊彦（2020 - 2023）
- 定岡智秋（2024 - ）

### ベースボール・チャレンジ・リーグ

#### 信濃
（信濃グランセローズ）
- 木田勇（2007 - 2008）
- 今久留主成幸（2009）
- 佐野嘉幸（2010 - 2012）
- 岡本哲司（2013）
- 大塚晶文（2014）※選手兼任
- （竜太郎）（2014途）※大塚の出場停止処分に伴う一時的な代行
- 岡本克道（2015 - 2015途）
- 髙橋信二（2015途 - 終了）※監督代行、選手兼任
- 本西厚博（2016 - 2018）
- 柳沢裕一（2019 - ）

#### 群馬
（群馬ダイヤモンドペガサス）
- 秦真司（2008 - 2011）
- 五十嵐章人（2012 - 2013）
- 川尻哲郎（2014 - 2015）
- 平野謙（2016 - 2019）
- 牧野塁（2020 - 2022）
- 鈴木哲 (2023)
- 高橋雅裕（2024 - ）

#### 埼玉
（武蔵ヒートベアーズ→埼玉武蔵ヒートベアーズ）
- 星野おさむ（2015 - 2015途）
- 小林宏之（2015途 - 2017）※2015年は監督代行
- 角晃多（2018 - 2022）
- 西崎幸広（2023 - 2024）
- 清田育宏 (2025 - )

#### 福島
（福島ホープス→福島レッドホープス）
- 岩村明憲（2015 - 2024）※2017年まで選手兼任
- （星野おさむ）（2021途）※岩村の病気療養に伴う一時的な代行
- 沖泰司 (2025 - )

#### 栃木
（栃木ゴールデンブレーブス）
- 辻武史（2017 - 2018）
- 寺内崇幸（2019 - 2024）
- 山下徳人 (2025 - )

#### 茨城
（茨城アストロプラネッツ）
- 坂克彦（2019 - 2020）
- ジョニー・セリス（2021）
- 松坂賢（2022）
- 伊藤悠一（2023）
- 巽真悟（2024 - ）※選手兼任

#### 神奈川
（神奈川フューチャードリームス）
- 鈴木尚典（2020 - 2021）
- （林裕幸）（2020途）※鈴木の新型コロナウイルス感染対策による自宅待機に伴う一時的な代行
- 川村丈夫（2022 - 2024）
- 武藤孝司 (2025 - )

#### 山梨
（山梨ファイアーウィンズ）
- 加藤幹典（2024）※準加盟時代
- 五島裕二（2025 - ）

#### 千葉
（千葉スカイセイラーズ、準加盟）
※ベイサイドリーグ時代・無所属チーム時代を含む。
- 早坂圭介 （2023 - 2024) ※BSL→無所属時代
- 青野毅 (2025 - )

### 九州アジアリーグ

#### 火の国
（火の国サラマンダーズ）
- 細川亨（2021）
- 馬原孝浩（2022 - 2023）
- ボビー・ローズ（2024）
- 荒西祐大（2024）※監督代行
- 小斉祐輔 (2025 - )

#### 大分
（大分B-リングス）
- 廣田浩章（2021）
- 小野真悟（2022）
- 山下和彦（2023 - ）

#### 北九州下関
（福岡北九州フェニックス→北九州下関フェニックス）
- 西岡剛（2022 - 2024）※2022-2023は選手兼任監督、2024は総監督
- 松本直晃（2024）※選手兼任（途中から）[注釈 1]
- 平間隼人（2025 - ）※選手兼任

#### 宮崎
（宮崎サンシャインズ）
- 金丸将也（2023 - 2024途）※選手兼任（途中から）
- 益田海成（2024途中 - 終了）※監督代行
- 本村信吾（2025 - ）

#### 佐賀
（佐賀インドネシアドリームズ→佐賀アジアドリームズ、準加盟）
- 香月良仁（2024 - ）

### 北海道フロンティアリーグ

#### 美唄
（美唄ブラックダイヤモンズ）
- 河上敬也（2022）
- 金子洋平（2023 - ）

#### 石狩
（石狩レッドフェニックス）
- 坪井智哉（2022 - 2024）
- 的場寛一 (2025 - )

#### 士別
（士別サムライブレイズ→KAMIKAWA・士別サムライブレイズ）
- トニ・ブランコ（2022）※開幕前に契約解除
- ラルフ・ブライアント（2022）
- （菅原大和）（2022） ※ブライアントの入国遅延に伴う一時的な代理。
- 中村勝（2023） ※選手およびGM兼任
- 小野真悟（2024）
- 本西厚博 (2025 - )

#### 別海
（別海パイロットスピリッツ）
- 本間満（2025 - ）

### 日本海リーグ

#### 富山
（富山サンダーバーズ→富山GRNサンダーバーズ）
※ベースボール・チャレンジ・リーグ、日本海オセアンリーグ時代を含む
- 鈴木康友（2007 - 2009）
- 横田久則（2010 - 2011）
- 進藤達哉（2012 - 2013）
- 吉岡雄二（2014 - 2017）
- 伊藤智仁（2018）
- 二岡智宏（2019）
- 田畑一也（2020）
- 吉岡雄二（2021 - 2024）
- 上原茂行 (2025 - )

#### 石川
（石川ミリオンスターズ）
※ベースボール・チャレンジ・リーグ、日本海オセアンリーグ時代を含む
- 金森栄治（2007 - 2009）
- 森慎二（2010 - 2014）※2013年から選手兼任
- フリオ・フランコ（2015）※選手兼任
- 渡辺正人（2016 - 2017）
- 武田勝（2018 - 2019）
- 田口竜二（2020 - 2021）
- 後藤光尊（2022 - 2023）※選手兼任
- 岡崎太一（2024 - ）

#### 滋賀
（SHIGA HIJUMPS、準加盟）
- 日下部光 (2025 - ) ※選手兼任

### 関西独立リーグ (2代目)

#### 兵庫
（兵庫ブルーサンダーズ→神戸三田ブレイバーズ→兵庫ブレイバーズ、関西独立リーグ (初代)時代を含む）
- 池内豊（2011 - 2012）
- 山崎章弘（2013 - 2016）
- 続木敏之（2017）
- 鈴木伸良（2018）
- 山崎章弘（2019）
- 橋本大祐（2020 - 2022）
- 山川和大（2023 - ）

#### 大阪
（06BULLS→大阪ゼロロクブルズ、関西独立リーグ (初代)時代を含む）
- 村上隆行（2011 - 2018）
- 村田辰美（2019 - 2020）
- 桜井広大（2021 - 2022）
- 藤井秀悟（2023 - 2024）[注釈 2]
- 谷口功一（2025 - ）

#### 和歌山
（和歌山ファイティングバーズ→和歌山ウェイブス）
- 山崎章弘（2017 - 2018）
- 川原昭二（2019 - 2023）
- 西村憲（2024 - ）

#### 堺
（堺シュライクス）
- 大西宏明（2019 - ）

#### 淡路島
（淡路島ウォリアーズ）※2025年以降は準加盟チーム、監督未定。
- 赤堀元之 (2023)
- 生島大輔（2024 - 同年途中） ※選手兼任

#### 姫路E
（姫路イーグレッターズ）
- 海田智行（2024 - ）

## 北海道ベースボールリーグ

### 富良野
（富良野ブルーリッジ）
- 田中勝久（2022）
- 町田祐樹（2023 - ）

### 旭川
（旭川ビースターズ）
- 田中勝久（2023）
- 土肥翔治（2024 - ）※選手兼任

## 過去に存在したチーム

### 1リーグ時代
| 1リーグ制時代の歴代監督 | 1リーグ制時代の歴代監督 | 1リーグ制時代の歴代監督 | 1リーグ制時代の歴代監督 | 1リーグ制時代の歴代監督 | 1リーグ制時代の歴代監督 | 1リーグ制時代の歴代監督 | 1リーグ制時代の歴代監督 | 1リーグ制時代の歴代監督 | 1リーグ制時代の歴代監督 | 1リーグ制時代の歴代監督 | 1リーグ制時代の歴代監督 | 1リーグ制時代の歴代監督 | 1リーグ制時代の歴代監督 | 1リーグ制時代の歴代監督 | 1リーグ制時代の歴代監督 | 1リーグ制時代の歴代監督 | 1リーグ制時代の歴代監督 | 1リーグ制時代の歴代監督 | 1リーグ制時代の歴代監督 | 1リーグ制時代の歴代監督 | 1リーグ制時代の歴代監督 | 1リーグ制時代の歴代監督 | 1リーグ制時代の歴代監督 | 1リーグ制時代の歴代監督 | 1リーグ制時代の歴代監督 | 1リーグ制時代の歴代監督   | 1リーグ制時代の歴代監督   | 1リーグ制時代の歴代監督   | 1リーグ制時代の歴代監督   | 1リーグ制時代の歴代監督   | 1リーグ制時代の歴代監督   | 1リーグ制時代の歴代監督   | 1リーグ制時代の歴代監督   | 1リーグ制時代の歴代監督   |
| 年                      | 年                      | 巨人                    | 巨人                    | 巨人                    | 阪神                    | 阪神                    | 阪神                    | 中日                    | 中日                    | 中日                    | 阪急                    | 阪急                    | 阪急                    | 大陽                    | 大陽                    | 大陽                    | 南海                    | 南海                    | 南海                    | 東急                    | 東急                    | 東急                    | 大映                    | 大映                    | 大映                    | 1リーグ時代に消滅した球団 | 1リーグ時代に消滅した球団 | 1リーグ時代に消滅した球団 | 1リーグ時代に消滅した球団 | 1リーグ時代に消滅した球団 | 1リーグ時代に消滅した球団 | 1リーグ時代に消滅した球団 | 1リーグ時代に消滅した球団 | 1リーグ時代に消滅した球団 |
| ----------------------- | ----------------------- | ----------------------- | ----------------------- | ----------------------- | ----------------------- | ----------------------- | ----------------------- | ----------------------- | ----------------------- | ----------------------- | ----------------------- | ----------------------- | ----------------------- | ----------------------- | ----------------------- | ----------------------- | ----------------------- | ----------------------- | ----------------------- | ----------------------- | ----------------------- | ----------------------- | ----------------------- | ----------------------- | ----------------------- | ------------------------- | ------------------------- | ------------------------- | ------------------------- | ------------------------- | ------------------------- | ------------------------- | ------------------------- | ------------------------- |
| 1936                    | 春                      | 東京巨人軍              | (不参加)                | -                       | 大阪タイガース          | 森茂雄                  | -                       | 名古屋軍                | 池田豊                  | -                       | 阪急軍                  | 三宅大輔                | -                       | 大東京軍                | 永井武雄→伊藤勝三       | -                       |                         |                         |                         |                         |                         |                         |                         |                         |                         |                           |                           |                           | 東京セネタース            | 横沢三郎                  | -                         | 名古屋金鯱軍              | 二出川延明                | -                         |
| 1936                    | 夏                      | 東京巨人軍              | 藤本定義                | -                       | 大阪タイガース          | 森茂雄                  | -                       | 名古屋軍                | 池田豊                  | -                       | 阪急軍                  | 三宅大輔                | -                       | 大東京軍                | 伊藤勝三                | -                       | -                       | -                       |                         |                         |                         |                         |                         |                         |                         |                           |                           |                           | 東京セネタース            | 横沢三郎                  |                           | 名古屋金鯱軍              | 二出川延明                |                           |
| 1936                    | 秋                      | 東京巨人軍              | 藤本定義                | 優                      | 大阪タイガース          | 石本秀一                | -                       | 名古屋軍                | 池田豊                  | -                       | 阪急軍                  | 三宅大輔                | -                       | 大東京軍                | (途)→小西得郎(1)        | -                       | リーグ参入              | リーグ参入              | リーグ参入              | -                       | 島秀之助                | -                       |                         |                         |                         |                           |                           |                           | 東京セネタース            | 横沢三郎                  |                           | 名古屋金鯱軍              |                           |                           |
| 1937                    | 春                      | 東京巨人軍              | 藤本定義                | 1                       | 大阪タイガース          | 石本秀一                | 2                       | 名古屋軍                | 桝嘉一(1)               | 7                       | 阪急軍                  | 三宅大輔                | 4                       | 大東京軍                | 小西得郎(1)             | 6                       | [ 一 26 ]               | 森茂雄                  | 8                       | 3                       | 島秀之助                | 5                       |                         |                         |                         |                           |                           |                           | 東京セネタース            | 横沢三郎                  |                           | 名古屋金鯱軍              |                           |                           |
| 1937                    | 秋                      | 東京巨人軍              | 藤本定義                | 2                       | 大阪タイガース          | 石本秀一                | 1                       | 名古屋軍                | 桝嘉一(1)               | 8                       | 阪急軍                  | (途)→村上実             | 7                       | ライオン軍              | 小西得郎(1)             | 6                       | [ 一 26 ]               | 森茂雄                  | 3                       | 5                       | 島秀之助                | 4                       |                         |                         |                         |                           |                           |                           | 東京セネタース            | 横沢三郎                  |                           | 名古屋金鯱軍              |                           |                           |
| 1938                    | 春                      | 東京巨人軍              | 藤本定義                | 2                       | 大阪タイガース          | 石本秀一                | 1                       | 名古屋軍                | 根本行都                | 7                       | 阪急軍                  | 山下実(1)               | 3                       | ライオン軍              | 小西得郎(1)             | 8                       | イーグルス              | 森茂雄                  | 4                       | 苅田久徳                | 5                       | 岡田源三郎              | 6                       |                         |                         |                           |                           |                           | 東京セネタース            |                           |                           | 名古屋金鯱軍              |                           |                           |
| 1938                    | 秋                      | 東京巨人軍              | 藤本定義                | 1                       | 大阪タイガース          | 石本秀一                | 2                       | 名古屋軍                | 根本行都                | 4                       | 阪急軍                  | 山下実(1)               | 3                       | ライオン軍              | 高田勝生                | 6                       | イーグルス              | 森茂雄                  | 南海軍                  | 苅田久徳                | 高須一雄                | 岡田源三郎              | 8                       | 7                       | 5                       | 9                         |                           |                           | 東京セネタース            |                           |                           | 名古屋金鯱軍              |                           |                           |
| 1939                    | 1939                    | 東京巨人軍              | 藤本定義                | 1                       | 大阪タイガース          | 石本秀一                | 2                       | 名古屋軍                | (途)→小西得郎           | 6                       | 阪急軍                  | (途)→村上実             | 3                       | ライオン軍              | 高田勝生                | 8                       | イーグルス              | 5                       | 南海軍                  | 苅田久徳                | 高須一雄                | 岡田源三郎              | (途)→山脇正治           | 9                       | 4                       | 7                         |                           |                           | 東京セネタース            |                           |                           | 名古屋金鯱軍              |                           |                           |
| 1940                    | 1940                    | 東京巨人軍              | 藤本定義                | 1                       | 大阪タイガース          | 松木謙治郎(1)           | 2                       | 名古屋軍                | (途)→小西得郎           | 5                       | 阪急軍                  | 山下実(2)→井野川利春    | 3                       | ライオン軍              | 高田勝生                | 9                       | イーグルス              | 8                       | 南海軍                  | 苅田久徳                | 高須一雄                | 山脇正治→沢東洋男       | 6                       | [ 一 27 ]               | 4                       | 石本秀一(1)               | 7                         |                           |                           |                           |                           | 名古屋金鯱軍              |                           |                           |
| 1941                    | 1941                    | 東京巨人軍              | 藤本定義                | 1                       | 阪神軍                  | 松木謙治郎(1)           | 5                       | 名古屋軍                | (途)→本田親喜           | 4                       | 阪急軍                  | 井野川利春              | 2                       | 朝日軍                  | 竹内愛一                | 8                       | 三谷八郎                | 4                       | 南海軍                  | 黒鷲軍                  | 杉田屋守                | 7                       | 大洋軍                  | 苅田久徳                | 苅田久徳                | 苅田久徳                  | 苅田久徳                  | 3                         |                           |                           |                           |                           |                           |                           |
| 1942                    | 1942                    | 東京巨人軍              | 藤本定義                | 1                       | 阪神軍                  | 若林忠志(1)             | 3                       | 名古屋軍                | (途)→桝嘉一(2)          | 7                       | 阪急軍                  | 井野川利春              | 4                       | 朝日軍                  | 竹内愛一                | 5                       | (途)→加藤喜作           | 6                       | 南海軍                  | 黒鷲軍                  | 寺内一隆→苅田久徳       | 8                       | 大洋軍                  | 石本秀一(2)             | 石本秀一(2)             | 石本秀一(2)               | 石本秀一(2)               | 2                         |                           |                           |                           |                           |                           |                           |
| 1943                    | 1943                    | 東京巨人軍              | 中島治康(1)             | 1                       | 阪神軍                  | 若林忠志(1)             | 3                       | 名古屋軍                | (途)→桝嘉一(2)          | 2                       | 阪急軍                  | 西村正夫(1)             | 7                       | 朝日軍                  | 竹内愛一                | 4                       | 高田勝生→加藤喜作       | 8                       | 南海軍                  | 大和軍                  | 苅田久徳                | 6                       | 西鉄軍                  | 5                       |                         |                           |                           |                           |                           |                           |                           |                           |                           |                           |
| 1944                    | 1944                    | 東京巨人軍              | 藤本英雄                | 2                       | 阪神軍                  | 若林忠志(1)             | 1                       | [ 一 28 ]               | 三宅大輔                | 4                       | 阪急軍                  | 西村正夫(1)             | 3                       | 朝日軍                  | 坪内道則                | 5                       | [ 一 29 ]               | 加藤喜作                | 6                       | 解散                    | 解散                    | 解散                    | 解散                    | 解散                    | 解散                    | 解散                      | 解散                      | 解散                      |                           |                           |                           |                           |                           |                           |
| 1945                    | 1945                    | (戦局悪化により中止)    | (戦局悪化により中止)    | (戦局悪化により中止)    | (戦局悪化により中止)    | (戦局悪化により中止)    | (戦局悪化により中止)    | (戦局悪化により中止)    | (戦局悪化により中止)    | (戦局悪化により中止)    | (戦局悪化により中止)    | (戦局悪化により中止)    | (戦局悪化により中止)    | (戦局悪化により中止)    | (戦局悪化により中止)    | (戦局悪化により中止)    | (戦局悪化により中止)    | (戦局悪化により中止)    | (戦局悪化により中止)    | (戦局悪化により中止)    | (戦局悪化により中止)    | (戦局悪化により中止)    | (戦局悪化により中止)    | (戦局悪化により中止)    | (戦局悪化により中止)    | (戦局悪化により中止)      | (戦局悪化により中止)      | (戦局悪化により中止)      | (戦局悪化により中止)      | (戦局悪化により中止)      | (戦局悪化により中止)      | (戦局悪化により中止)      | (戦局悪化により中止)      | (戦局悪化により中止)      |
| 1946                    | 1946                    | [ 一 30 ]               | (途)→中島治康(2)        | 2                       | 大阪タイガース          | 藤村富美男(1)           | 3                       | 中部日本                | 竹内愛一→杉浦清(1)      | 7                       | 阪急軍                  | 西村正夫(1)             | 4                       | [ 一 31 ]               | 藤本定義                | 8                       | グレートリング          | 山本一人                | 1                       | [ 一 32 ]               | 横沢三郎                | 5                       | [ 一 33 ]               | 坪内道則                | 6                       |                           |                           |                           |                           |                           |                           |                           |                           |                           |
| 1947                    | 1947                    | 読売ジャイアンツ        | (途)→三原修             | 5                       | 大阪タイガース          | 若林忠志(2)             | 1                       | 中日ドラゴンズ          | 杉浦清(1)               | 2                       | 阪急ブレーブス          | (途)→浜崎真二           | 4                       | [ 一 34 ]               | 藤本定義                | 7                       | グレートリング          | 山本一人                | 3                       | [ 一 35 ]               | 苅田久徳                | 6                       | [ 一 36 ]               | 坪内道則                | 8                       |                           |                           |                           |                           |                           |                           |                           |                           |                           |
| 1948                    | 1948                    | 読売ジャイアンツ        | 三原修                  | 2                       | 大阪タイガース          | 若林忠志(2)             | 3                       | 中日ドラゴンズ          | 杉浦清(1)               | 8                       | 阪急ブレーブス          | 浜崎真二                | 4                       | [ 一 37 ]               | 長谷川信義              | 6                       | [ 一 38 ]               | 山本一人                | 1                       | [ 一 39 ]               | 苅田久徳                | 5                       | [ 一 36 ]               | 藤本定義                | 7                       |                           |                           |                           |                           |                           |                           |                           |                           |                           |
| 1949                    | 1949                    | 読売ジャイアンツ        | 三原修                  | 1                       | 大阪タイガース          | 若林忠志(2)             | 6                       | 中日ドラゴンズ          | 天知俊一(1)             | 5                       | 阪急ブレーブス          | 浜崎真二                | 2                       | [ 一 37 ]               | 石本秀一                | 8                       | [ 一 38 ]               | 山本一人                | 4                       | [ 一 40 ]               | 井野川利春(1)           | 7                       | [ 一 41 ]               | 藤本定義                | 3                       |                           |                           |                           |                           |                           |                           |                           |                           |                           |

1. ↑  後楽園イーグルス
2. ↑  1940年10月16日まで東京セネタース、同年10月17日より翼軍
3. ↑  翼軍と名古屋金鯱軍の対等合併により結成
4. ↑  大和軍
5. ↑  西鉄軍
6. ↑  産業軍
7. ↑  近畿日本軍
8. ↑  東京巨人軍
9. ↑  中部日本
10. ↑  阪急軍
11. ↑  パシフィック
12. ↑  グレートリング
13. ↑  セネタース
14. ↑  ゴールドスター
15. ↑  読売ジャイアンツ
16. ↑  中日ドラゴンズ
17. ↑  阪急ブレーブス
18. ↑  太陽ロビンス
19. ↑  東急フライヤーズ
20. ↑  金星スターズ
21. ↑  大陽ロビンス
22. ↑  南海ホークス
23. ↑  急映フライヤーズ
24. ↑  東急フライヤーズ
25. ↑  大映スターズ
26. ↑  後楽園イーグルス
27. ↑  1940年10月16日まで東京セネタース、同年10月17日より翼軍
28. ↑  産業軍
29. ↑  近畿日本軍
30. ↑  東京巨人軍
31. ↑  パシフィック
32. ↑  セネタース
33. ↑  ゴールドスター
34. ↑  太陽ロビンス
35. ↑  東急フライヤーズ
36. ↑  金星スターズ
37. ↑  大陽ロビンス
38. ↑  南海ホークス
39. ↑  急映フライヤーズ
40. ↑  東急フライヤーズ
41. ↑  大映スターズ

#### 翼軍
（東京セネタース→翼軍→名古屋金鯱軍と合併）
- 横沢三郎（1936 - 1937秋途）※1937年のみ選手兼任
- 苅田久徳（1937秋途 - 1940）※選手兼任

#### 名古屋金鯱軍
（名古屋金鯱軍→翼軍と合併）
- 岡田源三郎（1936年 - 1937年途中）※選手兼総監督
- 二出川延明（1936年 - 同年途中）※選手兼任
- 島秀之助（1936年途中 - 1937年）※選手兼任
- 岡田源三郎（1938年 - 1939年）※選手兼任
- 石本秀一（1940年）

#### 西鉄軍
（大洋軍→西鉄軍→解散）
- 苅田久徳（1941）※選手兼任
- 石本秀一（1942 - 1943）

#### 大和軍
（イーグルス→黒鷲軍→大和軍→解散）
- 森茂雄（1937 - 1939途）※1938年まで選手兼任
- 山脇正治（1939途 - 1940途）
- 沢東洋男（1940途 - 終了）
- 杉田屋守（1941）
- 寺内一隆（1942 - 1942途）
- 苅田久徳（1942途 - 1943）※選手兼任

### セントラル・リーグ

#### 西日本
（西日本パイレーツ→西鉄クリッパースと合併）
- 小島利男（1950）※選手兼任

#### 松竹
（大東京軍→ライオン軍→朝日軍→パシフィック→太陽ロビンス→大陽ロビンス→松竹ロビンス→大洋ホエールズと合併）
- 永井武雄（1936）※公式戦開始前に解任
- 伊藤勝三（1936 - 1936途）※選手兼任
- 小西得郎（1936途 - 1938春）
- 高田勝生（1938秋 - 1940）※1939年から選手兼任
- 竹内愛一（1941 - 1943）※1941年のみ選手兼任
- 坪内道則（1944）※選手兼任
- 藤本定義（1946 - 1947）
- 長谷川信義（1948）
- 石本秀一（1949）
- 小西得郎（1950）
- 新田恭一（1951 - 1952）

### パシフィック・リーグ

#### 高橋
（高橋ユニオンズ→トンボユニオンズ→高橋ユニオンズ→大映スターズと合併）
- 浜崎真二（1954 - 1955途）
- 笠原和夫（1955途 - 1956）※選手兼任

#### 大映
（ゴールドスター→金星スターズ→大映スターズ→大映ユニオンズ→毎日オリオンズと合併）
- 坪内道則（1946 - 1947）※選手兼任
- 藤本定義（1948 - 1956途）
- 松木謙治郎（1956途 - 1957）

#### 近鉄
（近鉄パールス→近鉄バファロー→近鉄バファローズ→大阪近鉄バファローズ→オリックス・ブルーウェーブと合併） 
- 藤田省三（1950 - 1952途）
- 芥田武夫（1952途 - 1957途）
- 加藤春雄（1957途 - 1958）※57年は監督代行
- 千葉茂（1959 - 1961）
- （林義一）（1959途 - 終了）※千葉の病気療養に伴う一時的な代行
- 別当薫（1962 - 1964）
- 岩本義行（1965 - 1966）
- 小玉明利（1967）※選手兼任
- 三原脩（1968 - 1970）
- 岩本尭（1971 - 1973途）
- （島田光二）（1973途 - 終了）
- 西本幸雄（1974 - 1981）
- 関口清治（1982 - 1983）
- 岡本伊三美（1984 - 1987）
- 仰木彬（1988 - 1992）
- 鈴木啓示（1993 - 1995途）
- （水谷実雄）（1995途 - 終了）
- 佐々木恭介（1996 - 1999）
- 梨田昌孝（2000 - 2004）
- （真弓明信）（2002途）※梨田の出場停止処分に伴う一時的な代行

### 国民野球連盟

#### 熊谷（旧）
（熊谷ゴールデン・カイツ→宇高レッドソックスと合併）
- 竹内愛一（1947）

#### 熊谷
（宇高レッドソックス→熊谷レッドソックス→解散）
- 渡辺大陸（1947 - 1947途）
- 水谷則一（1947途 - 終了）

#### 結城
（東京カッブス→グリーンバーグ→結城ブレーブス→解散）
- 竹内愛一（1946 - 1946途）
- 石本秀一（1946途 - 1947）

#### 大塚
（大塚アンブレラ→大塚アスレチックス→金星スターズと合併）
- 三宅大輔（1947）

#### 唐崎
（唐崎クラウン→解散）
- 笠松実（1947）

### 四国アイランドリーグplus

#### 長崎
（長崎セインツ→解散）
- 河埜敬幸（2008 - 2008途）
- 島田誠（2008途 - 途）※総監督
- 前田勝宏（2008途 - 終了）※監督代行
- 長冨浩志（2009 - 2010途）
- 古屋剛（2010途 - 終了）

#### 福岡
（福岡レッドワーブラーズ→活動休止）
- 森山良二（2008 - 2009）

#### 三重
（三重スリーアローズ→解散）※2010年はジャパン・フューチャー・ベースボールリーグ
- 松岡弘（2010 - 2010途）
- 藤波行雄（2010途 - 終了）※監督代行
- 長冨浩志（2011 - 2011途）
- 古屋剛（2011途 - 終了）※就任当時は監督代行、途中より正式な監督に移行

### 関西独立リーグ (初代)

#### 紀州
（紀州レンジャーズ→プロリーグ脱退・活動休止）
- 藤田平（2009）
- 石井毅（2010 - 2013）

#### 9クルーズ
（神戸9クルーズ→解散）
- 中田良弘（2009 - 2009途）
- 村上眞一（2009途 - 終了）※監督代行、選手兼任
- 池内豊（2010）

#### 明石
（明石レッドソルジャーズ→活動休止）
- 北川公一（2009 - 2009途）
- 藤本博史（2009途 - 終了）※監督代行、選手兼任

#### ヘチ
（コリア・ヘチ→韓国ヘチ→ソウル・ヘチ→活動休止）
- 朴哲祐（2010 - 2010途）
- キム・ヘニム（2010途）※監督代行
- 田中実（2010途）※監督代行
- 崔在鳳（2011 - 2011途）
- 白雲燮（2011途 - 終了）

#### 大阪（関西）
（大阪ホークスドリーム→プロリーグ脱退）
- 田中実（2011 - 2011途）
- 門田博光（2011途 - 終了）

#### サンズ
（神戸サンズ→活動休止）
- マック鈴木（2011）※選手兼任
- 金崎泰英（2012）※監督代行

#### 侍レッズ
（大和侍レッズ→活動休止）
- 田中実（2012）

### ジャパン・フューチャーベースボールリーグ

#### 大阪（JFBL）
（大阪ゴールドビリケーンズ→解散）※2009年は関西独立リーグ (初代）
- 村上隆行（2009 - 2010）

### BASEBALL FIRST LEAGUE
※関西独立リーグへの改称前に活動休止

#### 姫路G
（姫路GoToWORLD→活動休止）
- 伊藤文隆（2014）
- 射手園眞一（2015 - 2016）

### 日本海オセアンリーグ
※いずれもベイサイドリーグへの改称前に活動休止

#### 福井
（福井ミラクルエレファンツ→福井ワイルドラプターズ→福井ネクサスエレファンツ→活動休止、ベースボール・チャレンジ・リーグ時代を含む）
- 藤田平（2008）
- 天野浩一（2009）
- 野田征稔（2010 - 2011）
- 酒井忠晴（2012 - 2014）
- 吉竹春樹（2015 - 2016）
- 北村照文（2017）
- 田中雅彦（2018 - 2019）
- 福沢卓宏（2020 - 2021）
- 南渕時高（2022）
- 吉田篤史（2022途）※南渕の休養→退任に伴う代行[注釈 3]
- 早坂圭介（2022途 - 終了）※吉田の休養に伴う代行

#### 滋賀
（滋賀ユナイテッドベースボールクラブ→オセアン滋賀ブラックス→滋賀GOブラックス→活動休止、ベースボール・チャレンジ・リーグ時代を含む）
- 上園啓史（2017）
- 松本匡史（2018）
- （成本年秀）（2018途）※松本の病気療養に伴う一時的な代行
- 成本年秀（2019 - 2020）
- 柳川洋平（2021 - 2022）
- （松山傑）(2021途）※柳川の病気療養に伴う一時的な代行

### 北海道ベースボールリーグ

#### 砂川
（すながわリバーズ→脱退後に事実上活動休止）
- 佐藤明義（2022 - 2023）

### ベイサイドリーグ

#### YKS
（YKSホワイトキングス→事実上活動休止）
- 澤﨑俊和（2023)

### その他

#### 琉球
（琉球ブルーオーシャンズ、2023年からの活動一時休止宣言後に運営会社が自己破産）
- 清水直行（2020 - 2021）

### 日本女子プロ野球機構

#### フローラ
（京都アストドリームス→ウエスト・フローラ→京都フローラ）
- 大熊忠義（2010）
- 佐々木恭介（2011 - 2012）
- 松村豊司（2013 - 2014）
- 新原千恵（2015 - 2017）
- 川口知哉（2018 - 2020）

#### ディオーネ
（兵庫スイングスマイリーズ→サウス・ディオーネ→兵庫ディオーネ→愛知ディオーネ）
- 川越透（2010 - 2012途）
- 川口知哉（2012途 - 2014）
- 碇美穂子（2015 - 2019）
- （大倉三佳）（2015途）
- （新原千恵）（2019途）
- 厚ヶ瀬美姫（2020）

#### レイア
（大阪ブレイビーハニーズ→ノース・レイア→東北レイア→レイア）
- 福間納（2012）
- 杉山賢人（2013 - 2013途）
- （太田幸司）（2013途）
- （松本匡史）（2013途）
- 坪内瞳（2013途 - 終了）
- 河本悠（2014 - 2015）
- 大倉三佳（2016）
- 橋本ひかり（2017）
- 松村豊司（2018）
- 新原千恵（2019）

#### アストライア
（イースト・アストライア→埼玉アストライア）
- 片平晋作（2013）
- （古川修平）（2013途）
- 川保麻弥（2014 - 2015）
- （辻内崇伸）（2015途）
- 河本悠（2016 - 2016途）
- 片平晋作（2016途 - 終了）
- 中島梨紗（2017）
- 辻内崇伸（2018）
- 大山唯（2019）
- 新原千恵（2020）

## 外国人監督
NPBにおける外国人監督は次の通り。
- 杉田屋守（黒鷲軍：1941）
- 本田親喜（名古屋軍：1941 - 1942）
- 若林忠志（阪神軍=大阪タイガース：1942 - 1944・1947 - 1949、毎日オリオンズ：1953）※日本国籍取得
- 田中義雄（大阪タイガース：1958 - 1959）※日本国籍取得
- 与那嶺要（中日ドラゴンズ：1972 - 1977）
- ジョー・ルーツ（広島東洋カープ：1975 - 1975途）
- ドン・ブレイザー（阪神タイガース：1979 - 1980途、南海ホークス：1981 - 1982）
- ボビー・バレンタイン（千葉ロッテマリーンズ：1995・2004 - 2009）
- トレイ・ヒルマン（日本ハムファイターズ=北海道日本ハムファイターズ：2003 - 2007）
- レオン・リー（オリックス・ブルーウェーブ：2003途 - 終了）
- マーティ・ブラウン（広島東洋カープ：2006 - 2009、東北楽天ゴールデンイーグルス：2010）
- テリー・コリンズ（オリックス・バファローズ：2007 - 2008途）
- アレックス・ラミレス（横浜DeNAベイスターズ：2016 - 2020）※2019年に日本国籍取得

ラミレス（ベネズエラ出身）以外はアメリカ合衆国出身。